# Die Zauberflöte
Die Zauberflöte (KV 620) ist eine Oper in zwei Aufzügen von Wolfgang Amadeus Mozart, die 1791 im Freihaustheater in Wien uraufgeführt wurde. Das Libretto stammt von Emanuel Schikaneder. Das etwa dreistündige Werk zählt zu den weltweit bekanntesten und am häufigsten inszenierten Opern. Einige Arien, z. B. Der Vogelfänger bin ich ja von Papageno, Dies Bildnis ist bezaubernd schön von Tamino oder die Arie der Königin der Nacht Der Hölle Rache kocht in meinem Herzen, sind auch vielen vertraut, die die Oper noch nie gesehen haben. Da die Oper leicht zugänglich ist, wird sie gelegentlich kindergerecht (auch als Schulaufführung) oder als Marionettentheater inszeniert. Das vielfältig auftretende Kontrastprinzip in der Oper verdeutlicht sehr gut den Zeitgeist der Wiener Klassik. Zunächst im bunt schillernden Gewand einer Zauberposse auftretend, werden im Verlauf der Handlung zunehmend freimaurerische Ideale verkündigt.

## Charakter
Das Bühnenwerk wurde bei der Uraufführung „Eine große Oper in zwei Akten“ genannt. Mozart selbst bezeichnete es als „deutsche Oper“. Tatsächlich vereinigt es eine ganze Reihe höchst unterschiedlicher Musik- und Theaterstile, der Opera seria, der Opera buffa und der Tragédie lyrique.
Formal ist Die Zauberflöte ein Singspiel und steht mit ihren märchenhaften Inhalten und spektakulären Bühnenverwandlungen in der Tradition des Alt-Wiener Zaubertheaters, einer damals sehr populären Wiener Sonderform des Singspiels. Dass sie von Mozart und Schikaneder als „Große deutsche Oper“ bezeichnet wird, liegt vor allem daran, dass Ende des 18. Jahrhunderts die meisten deutschsprachigen Musiktheaterstücke in der Form des Singspiels auftraten. Mozart erweiterte jedoch die traditionelle Form des Singspiels mit eher schlichten Strophenliedern, Duetten und Vaudevilles um die große Form der „Ketten-Finali“ mit ständig wechselnden Personen und Schauplätzen, die er in seinen Da-Ponte-Opern Le nozze di Figaro, Don Giovanni und Così fan tutte zur Meisterschaft entwickelt hatte. Von der Form her entspricht die Zauberflöte Mozarts Singspiel Die Entführung aus dem Serail.

## Orchesterbesetzung
Nach der Neuen Mozart-Ausgabe sieht das Orchester die folgenden Instrumente vor:
- Holzbläser: zwei Flöten (2. auch Piccolo), zwei Oboen, zwei Klarinetten (auch Bassetthörner), zwei Fagotte
- Blechbläser: zwei Hörner, zwei Trompeten („Clarini“), drei Posaunen
- Pauken
- Tastenglockenspiel (Strumento d’acciaio)
- Streicher

## Inhalt

### Zusammenfassung
Erster Aufzug
Der junge Prinz Tamino wird von der Königin der Nacht ausgesandt, um ihre Tochter Pamina zu retten, die vom Fürsten Sarastro entführt wurde. Der Vogelfänger Papageno wird Tamino zur Seite gestellt. Von den bis jetzt noch freundlichen drei Damen der Königin der Nacht erhält Tamino eine Zauberflöte, Papageno ein magisches Glockenspiel. Die beiden brechen auf, um Pamina zu befreien. Papageno findet Pamina in Sarastros Reich und berichtet ihr, dass der verliebte Tamino zu ihrer Rettung aufgebrochen ist. Sie wollen fliehen, um Tamino entgegenzueilen, treffen dabei jedoch auf Sarastros Oberaufseher Monostatos, dem sie mit Hilfe des Glockenspiels entkommen. Derweil erreicht Tamino Sarastros Weisheitstempel, wo er erfährt, dass Sarastro nur gute Absichten verfolge, was ihm nicht so ohne weiteres einleuchtet („So ist denn alles Heuchelei“). Tamino gerät in die Hände von Monostatos, der ihn als Gefangenen zu Sarastro bringt. Monostatos wird von Sarastro bestraft, Tamino und Papageno werden in den Prüfungstempel geführt und von Pamina getrennt.
Zweiter Aufzug
Sarastro wünscht, dass Tamino als Priester des Weisheitstempels geweiht wird, und erklärt, dass er, Sarastro, Pamina entführt habe, um sie vor der bösen Königin der Nacht zu bewahren, die auch den Tempel zerstören wolle. Tamino und Pamina seien füreinander bestimmt, und auch für Papageno gebe es eine Papagena. Sie müssten zuvor jedoch drei Prüfungen bestehen: Mündigkeit, Verschwiegenheit und Standhaftigkeit. Tamino und der zaghafte Papageno unterziehen sich den Prüfungen, Papageno versagt jedoch schon zu Beginn und darf Tamino nicht weiter begleiten. Pamina darf dagegen weiter ihrem Tamino folgen; mit Hilfe der Zauberflöte bestehen sie die letzten beiden Prüfungen. Der verzweifelte Papageno wird durch sein magisches Glockenspiel mit Papagena vereint. Die Königin der Nacht versucht einen Überfall auf den Tempel, wird dabei jedoch mit Monostatos und anderen Verbündeten vernichtet. Tamino und Pamina werden schließlich durch Sarastro gemeinsam in den Kreis der Eingeweihten aufgenommen.

### Erster Aufzug
1. Bild. Felsige Gegend
Das Theater ist eine felsige Gegend, hier und da mit Bäumen überwachsen; auf beiden Seiten sind gangbare Berge nebst einem runden Tempel.
Tamino, ein Königssohn, wird in einer wilden Felsengegend von einer Riesenschlange (in Mozarts Autograph ist ein „grimmiger Löwe“ genannt) verfolgt. Er selbst hat dabei seine Waffen eingebüßt und ist der Schlange wehrlos ausgeliefert („Zu Hilfe! Zu Hilfe! Sonst bin ich verloren“). Tamino fällt in Ohnmacht, wird aber von drei Damen, den Dienerinnen der Königin der Nacht, gerettet, die die Schlange töten. Alle drei verlieben sich in Tamino und streiten sich darum, welche von ihnen allein bei ihm bleibe und welche beiden zur Königin zurückkehren sollen, um sie zu benachrichtigen. Schließlich verlassen alle drei Tamino, mit dem Versprechen, ihn bald wiederzusehen.
Tamino erwacht und wundert sich, dass er noch am Leben ist und die Schlange tot vor ihm liegt. Da hört er ein seltsames Pfeifen und versteckt sich. Papageno, der als „merkwürdiges Wesen“ – „halb Mensch, halb Vogel“ – beschrieben wird, betritt die Szene. Er hat einen Vogelkäfig bei sich, der einige Vögel enthält, die für die Königin der Nacht bestimmt sind. Danach verlässt Tamino seine Deckung, und es folgt eine gegenseitige Vorstellung, bei der sich Papageno als Diener der Königin der Nacht bezeichnet („Der Vogelfänger bin ich ja“). Tamino hat von dieser mysteriösen Königin bereits gehört und begehrt sie zu sehen. Papageno klärt ihn darüber auf, dass noch kein Mensch die Königin der Nacht gesehen hat. Schließlich gibt er auf Taminos Frage an, selbst die Schlange getötet zu haben.
Die drei Damen kehren von der Königin zurück. Zunächst wollen sie Papageno seinen Lohn überreichen. Statt des üblichen großzügigen Lohns wird er jedoch wegen seiner Lüge bestraft: Er erhält Wasser und einen Stein, der Mund wird ihm mit einem goldenen Schloss verschlossen. Dann wenden sie sich an Tamino, dem sie ein Bildnis von Pamina, der Tochter der Königin der Nacht, überreichen. Sie versprechen ihm Ruhm, Ehre und Glück, wenn ihm dieses Bild nicht gleichgültig sei. Allein gelassen, besingt Tamino seine entflammte Liebe zu Pamina („Dies Bildnis ist bezaubernd schön“).
Die drei Damen kehren zurück und erzählen Tamino, dass ihre Königin seine Worte mit Freude gehört und ihn zum Retter ihrer Tochter Pamina bestimmt habe. Diese sei von einem „bösen Dämon“ namens Sarastro entführt worden. Ohne zu zögern, entschließt sich Tamino, zur Rettung und Befreiung Paminas aufzubrechen, worauf die Damen verschwinden.

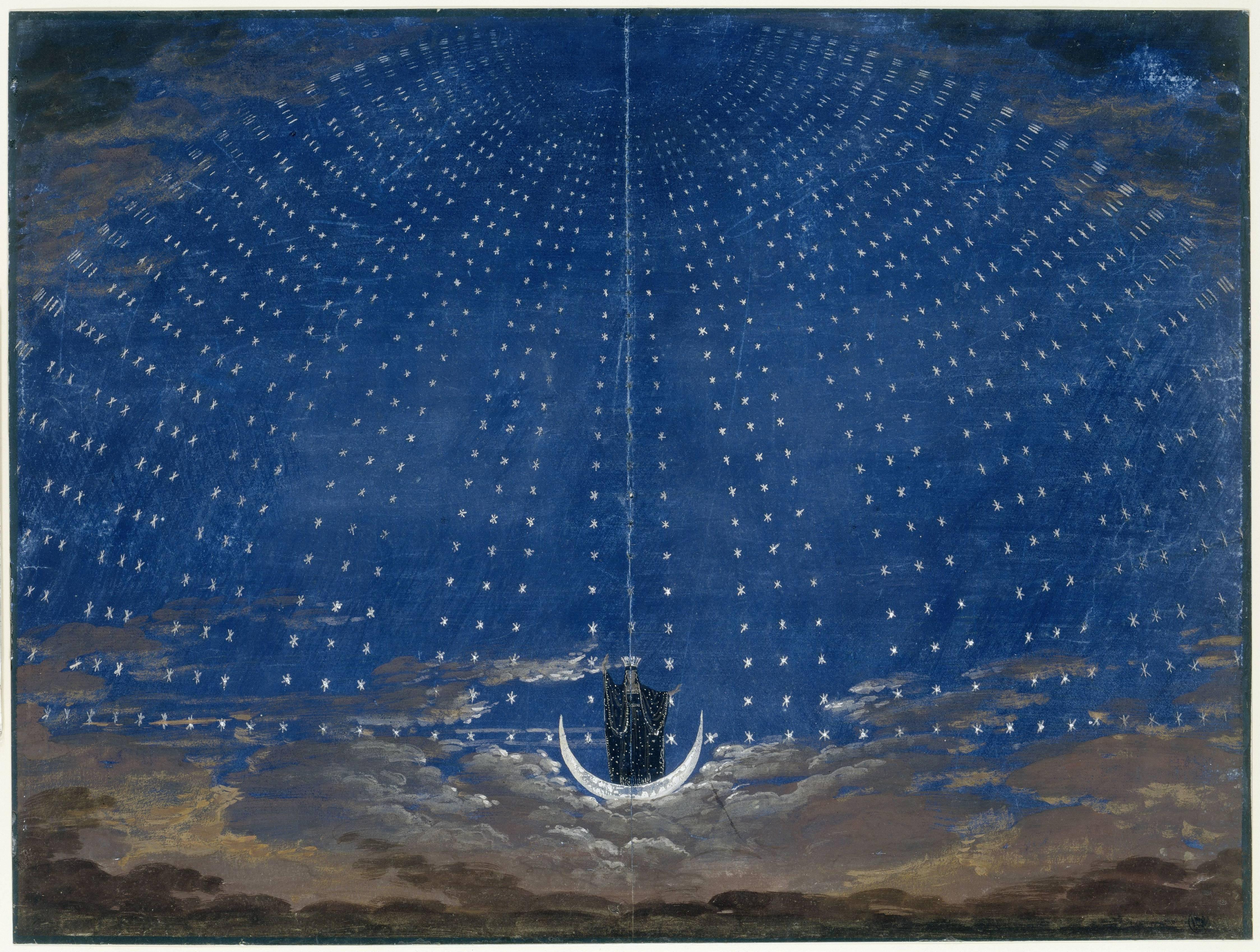
Karl Friedrich Schinkel: Die Sternenhalle der Königin der Nacht, Bühnenbildentwurf, Gouache auf Vergé-Papier (1815)

2. Bild. Prächtiges Gemach
Die Berge teilen sich auseinander, und das Theater verwandelt sich in ein prächtiges Gemach. Die Königin sitzt auf einem Thron, welcher mit transparenten Sternen verziert ist.
Die Königin der Nacht wiederholt die Botschaft, die bereits ihre drei Dienerinnen überbracht hatten: Sie bittet Tamino um die Rettung ihrer Tochter aus Sarastros Gewalt und verspricht sie ihm im Falle seines Sieges zur Frau („O zittre nicht, mein lieber Sohn!“). Darauf schließen sich die Berge wieder.
3. Bild. Wie I/1
Die drei Damen erscheinen ein weiteres Mal und befreien Papageno von seinem Mundschloss („Quintett: Hm Hm Hm“). Dafür muss er versprechen, nie mehr zu lügen und Tamino bei der Befreiung von Pamina zu begleiten. Papagenos Ängstlichkeit vor Sarastros Zorn besänftigen sie, indem sie ihm ein silbernes Glockenspiel als Belohnung überreichen. Tamino erhält eine Zauberflöte. Beide Instrumente sollen vor Gefahren schützen und Feinde in gute Menschen verwandeln, wenn man auf ihnen spielt. Auf die Frage nach dem Weg in Sarastros Reich schweben drei Knaben vom Himmel herab, die Tamino und Papageno den Weg weisen. Außerdem sollen sie sie auf ihrer Reise beraten. Die beiden Männer und die Damen der Königin nehmen Abschied voneinander.
4. Bild. Prächtiges ägyptisches Zimmer
In Sarastros Burg unterhalten sich drei Sklaven voller Schadenfreude über ihren Peiniger und Oberaufseher Monostatos (in Mozarts Autograph: „Manostatos“). Dieser sollte Pamina entführen, doch nachdem dies geglückt war, konnte Pamina ihm durch eine List wieder entkommen. Nun freuen sie sich schon auf die Bestrafung ihres Meisters. Da ertönt Monostatos’ wütende und zugleich triumphierende Stimme („Du feines Täubchen, nur herein!“): Es ist ihm gelungen, Pamina wieder einzufangen, und er befiehlt nun, Fesseln anzuschaffen, um sie zu binden. Paminas Flehen um Gnade lässt ihn unberührt. Er fühlt sich zu Pamina hingezogen und bedrängt sie. Papageno erscheint und rettet sie aus dieser Situation. Beide, Papageno und Monostatos, halten sich gegenseitig für den leibhaftigen Teufel. Sie fliehen voreinander, während Pamina in Ohnmacht sinkt.
Als sie wieder erwacht, ist Papageno zurückgekehrt. Nachdem er sich mit Hilfe des Bildnisses der Königin davon überzeugt hat, mit der Richtigen zu sprechen, erfährt Pamina, dass er und der Prinz zu ihrer Rettung ausgesandt wurden und dass Tamino sich in ihr Bildnis verliebt habe. Pamina ist entzückt von ihrer bevorstehenden Rettung. Sie lässt ihr anfängliches Misstrauen fallen und beschließt, mit ihnen zu fliehen („Bei Männern, welche Liebe fühlen“).
[Bis hierher ist die Aufteilung so: Königin der Nacht und ihre Drei Damen sind die Guten, Sarastro ist der Böse; denkbar ist, dass Sarastro ab hier in Monostatos und Sarastro aufgespalten wird.]
5. Bild. Ein Hain
Das Theater verwandelt sich in einen Hain. Ganz im Hintergrund der Bühne steht ein schöner Tempel, auf dem die Worte „Tempel der Weisheit“ stehen. Dieser Tempel führt mit Säulen zu zwei anderen Tempeln. Auf dem rechten steht „Tempel der Vernunft“, auf dem linken „Tempel der Natur“.
Die drei Knaben haben Tamino zu dem Tempel der Weisheit, dem Tempel der Vernunft und dem Tempel der Natur geführt („Zum Ziele führt dich diese Bahn“) und ermahnen ihn, standhaft, duldsam und verschwiegen zu sein, um seinen Auftrag erfolgreich zu vollenden. Allein gelassen, sucht Tamino in die Tempel Eingang zu finden. Von den ersten beiden Pforten wird er durch ein lautes „Zurück!“ verbannt. Als er in den Weisheitstempel eintreten will, kommt ihm ein alter Priester entgegen. Auf seine Fragen erfährt er von Tamino, dass dieser zur Rettung Paminas aus Sarastros Gewalt ausgesandt ist, der ein skrupelloser Bösewicht sei. Der Sprecher klärt Tamino darüber auf, dass er von einem Weib verblendet wurde und Sarastro nicht der Bösewicht ist, für den er ihn hält. Er bestätigt Tamino jedoch, dass Sarastro Pamina entführen ließ. Auf Taminos verzweifelte Frage („So ist denn alles Heuchelei?“), wie er Pamina retten könne, erklärt der Priester nur: „Ein Weib tut wenig, plaudert viel … dir dies zu sagen, teurer Sohn, ist jetzund mir noch nicht erlaubt … So bald dich führt der Freundschaft Hand ins Heiligtum zum ew’gen Band.“ Darauf verschwindet er. Tamino, verlassen und ratlos, erhält von unsichtbaren Stimmen aus dem Tempelinneren die Bestätigung, dass Pamina noch lebt. Erfreut darüber, spielt er auf seiner Zauberflöte („Wie stark ist nicht dein Zauberton“). Bei ihrem Ton gesellen sich die wilden Tiere der Wildnis zahm und freundlich zu ihm. Nur Pamina erscheint nicht. Papageno hat dies gehört und spielt seinerseits, wie aus weiter Ferne leise hörbar, auf seiner Vogelfängerflöte. Diese „Antwort“ weckt in Tamino die begeisterte Hoffnung, dass Papageno Pamina bereits gefunden habe und sie beide auf dem Weg zu ihm seien. Er eilt ihnen ungeduldig entgegen, verfehlt sie jedoch.
Pamina und Papageno haben auf der Flucht Taminos Flötenzeichen gehört und glauben sich gerettet. Da taucht überraschend Monostatos auf, der sie verfolgt und belauscht hat. Er befiehlt seinen Sklaven, die beiden Flüchtlinge zu fesseln und gefangen zu nehmen. In dieser Not erinnert sich Papageno an das Geschenk der drei Damen. Als er das Glockenspiel ertönen lässt, werden Monostatos und seine Gehilfen zahm wie Marionetten und tanzen fröhlich singend davon („Das klinget so herrlich“). Die Geretteten wollen endgültig fliehen.
Sie bleiben stehen, als Posaunen erklingen und Sarastro angekündigt wird („Es lebe Sarastro“). Er erscheint mit seinem Gefolge als prachtvoll gekleideter Priester in einem von Löwen gezogenen Triumphwagen. Pamina wirft sich ihm demütig zu Füßen und erfleht ihre Freilassung – um ihrer armen Mutter willen. Außerdem scheint sie sich zu sorgen, Sarastro habe vor, sie zur Frau zu nehmen, was die Handlung bis hierher auch nahelegt. Sarastro antwortet Pamina freundlich und ehrerbietig („Ein Mann muss eure Herzen leiten, denn ohne ihn pflegt jedes Weib aus ihrem Wirkungskreis zu schreiten“), gewährt ihr die Freiheit jedoch nicht. Zudem sei ihm bekannt, dass Pamina einen anderen (Tamino) sehr liebe. Bevor er über Paminas weiteres Schicksal Auskunft geben kann, taucht Monostatos auf. Es ist ihm gelungen, Tamino einzufangen, der mit „Dieses Vogels [Papagenos] List“ Pamina entführen wollte. Er hofft auf Sarastros Anerkennung und Belohnung, wird jedoch unerwarteterweise mit 77 Sohlenschlägen bestraft. Tamino und Papageno werden auf Sarastros Anordnung in den Prüfungstempel geführt, er selbst hingegen begibt sich mit Pamina in den Tempel. Unter dem Preisgesang des Chors auf Sarastro fällt der Vorhang.

### Zweiter Aufzug
1. Bild. Ein Palmenwald
Das Theater ist ein Palmwald. Alle Bäume sind silberartig, die Blätter von Gold. 18 Sitze aus Blättern; auf jedem steht eine Pyramide und ein großes schwarzes Horn mit Gold gefasst. In der Mitte ist die größte Pyramide, auch die größten Bäume.
Sarastro versammelt die Priester um sich (Marsch der Priester, „O Isis und Osiris“). Er verkündet ihnen, dass er Tamino für Pamina bestimmt habe. Dies sei der Grund, warum er sie der „stolzen Mutter“ entriss, die durch „Blendwerk und Aberglauben das Volk [verführen] und den Tempel zerstören“ wolle. Tamino soll als Priester eingeweiht werden. Auf Fragen der Priester bestätigt Sarastro, dass Tamino genügend Tugend, Verschwiegenheit und Wohltätigkeit besitzt, um in den Priesterorden aufgenommen zu werden. Sollte er jedoch die Prüfungen nicht bestehen, also zu Tode kommen, so sei er Isis und Osiris bestimmt und werde von ihnen im Götterreich belohnt. Tamino befindet sich an der nördlichen Pforte des Tempels, voll Verlangen, „seinen nächtlichen Schleier von sich zu reißen und ins Heiligtum des größten Lichtes zu blicken“. Gemeinsam mit den Priestern erbittet Sarastro den Schutz der Götter für Tamino und bürgt für ihn: „Er besitzt Tugend? – Tugend! – Auch Verschwiegenheit? – Verschwiegenheit. – Ist wohltätig? – Wohltätig!“ Er ruft die Priester zur Abstimmung. Nach ihrer Zustimmung dankt er ihnen „im Namen der Menschheit“ und deckt die Hintergründe der Bewerbung Taminos auf. Sobald Tamino zu den Eingeweihten gehöre, so sei der Sache der „Weisheit und Vernunft“ gegenüber dem „Vorurteil“, das durch „Blendwerk und Aberglauben das Volk berücken und unseren festen Tempelbau zerstören will“, ein großer Vorteil erwachsen. Dennoch werden erneut Zweifel aufgrund der Gefährlichkeit der Prüfungen laut, denn Tamino sei schließlich ein Königssohn. Sarastro entgegnet: „Mehr noch – er ist Mensch!“ Dann gibt er voller Vertrauen Anweisung, Tamino und Papageno den Prüfungen zu unterziehen.
2. Bild. Kurzer Vorhof des Tempels
Nacht, der Donner grollt von weitem. Das Theater verwandelt sich in einen kurzen Vorhof des Tempels, wo man Bruchstücke von eingefallenen Säulen und Pyramiden nebst einigen Dornbüschen sieht. An beiden Seiten sind hohe, altägyptische Türen zu sehen, die zu Seitengebäuden führen.
Im Vorhof des Prüfungstempels, die erste Prüfung: Mündigkeit
Mit verdeckten Häuptern werden Tamino und Papageno in den Vorhof des Prüfungstempels geführt. Sie werden von ihren Augenbinden befreit. Die erste Belehrung beginnt mit der Frage: „Was sucht oder fordert ihr von uns? Was treibt euch an, in unsre Mauern zu dringen?“ Tamino antwortet mit: „Freundschaft und Liebe“ und will selbst den Tod nicht scheuen, woraufhin er gewarnt wird, dass es noch nicht zu spät sei „zu weichen“. Tamino ist jedoch fest entschlossen und muss dies dreimal bekräftigen, bevor es mit Handschlag beschlossen wird. Papageno hingegen würde lieber wieder in den Wald zu seinen Vögeln zurückgehen. Er hat fürchterliche Angst und zeigt keinerlei Bereitschaft, sich irgendwelchen Gefahren auszusetzen. Der Priester kann ihn jedoch zum Weitermachen umstimmen: Sarastro habe Papagena für ihn „aufbewahrt“, die ihm gleich sei, und fügt nach Papagenos Zustimmung hinzu, dass Männer, „welche Liebe fühlen“, für die „Weisheitsliebe“ nicht verloren seien. Für die zweite Prüfung wird ihnen bereits „heilsames Stillschweigen auferlegt“: Papageno wird Papagena sehen, ohne jedoch mit ihr sprechen zu dürfen. Er wird mit aller Strenge zu Mut und Schweigsamkeit ermahnt. Jedoch schon die ersten Blitze und Donner schüchtern Papageno ein. Auch Tamino wird „Pamina sehen, aber nie sie sprechen dürfen“.
Aus der Versenkung tauchen die drei Damen der Königin der Nacht auf, um Tamino und Papageno Angst einzuflößen und ihre nächste Prüfung zum Scheitern zu bringen („Wie? Wie? Wie? Ihr an diesem Schreckensort?“). Sie erinnern Tamino an sein Versprechen gegenüber der Königin, berichten, dass die Königin bereits heimlich in den Palast Sarastros eingedrungen sei, und bedrohen Tamino mit dem Tod. Tamino lässt sich davon nicht beirren. Papageno hingegen stammelt wirr vor sich hin und lässt sich von den Drohungen der drei Damen gründlich einschüchtern. Da treten die Priester auf und verwünschen die Eindringlinge in die Hölle. Unter lautem Wehgeschrei versinken die drei Damen, und Papageno fällt in Ohnmacht.
3. Bild. Ein angenehmer Garten
Das Theater verwandelt sich in einen angenehmen Garten. Die Bäume sind nach Art eines Hufeisens gepflanzt. In der Mitte steht eine Laube aus Blumen und Rosen, worin Pamina schläft. Der Mond beleuchtet ihr Gesicht. Ganz vorne steht eine Rasenbank.
Pamina schläft in einem Garten. Monostatos will diese günstige Gelegenheit nutzen, Pamina heimlich zu küssen („Alles fühlt der Liebe Freuden“). Die Königin der Nacht erscheint aus der Versenkung, um Monostatos abzuwehren, worauf Pamina erwacht. Monostatos zieht sich eingeschüchtert zurück, belauscht jedoch heimlich die folgende Szene. Pamina eilt voller Freude in die Arme ihrer Mutter. Diese weist sie jedoch kalt zurück. Sie könne Pamina nun, da Tamino sich den Eingeweihten gewidmet habe, nicht mehr schützen. Sie überreicht ihrer Tochter einen eigens für Sarastro geschliffenen Dolch und droht ihr, sie zu verstoßen, wenn sie Sarastro nicht töte. Dadurch will sie den „alles verzehrenden“ Siebenfachen Sonnenkreis zurückerhalten, den ihr verstorbener Mann dem Sarastro vererbte statt, wie alles andere, ihr und ihrer Tochter. Sie bekräftigt diesen Wunsch mit einem Racheschwur („Der Hölle Rache kocht in meinem Herzen“). Monostatos hat die Szene belauscht und versucht Pamina zur Liebe zu erpressen. Paminas Flehen lässt Monostatos ungerührt, doch Sarastro erscheint. Monostatos sucht sich aus seiner Verlegenheit zu retten, indem er Sarastro von dem geplanten Mordanschlag berichtet. Sarastro schickt ihn jedoch erzürnt fort („Ich weiß nur allzuviel. – Weiß, dass deine Seele eben so schwarz als dein Gesicht ist […]“). Daraufhin beschließt Monostatos, sich der Königin der Nacht anzuschließen. Pamina fleht um Gnade für ihre Mutter. Sarastro beruhigt sie: „In diesen heil’gen Hallen kennt man die Rache nicht.“
4. Bild. Eine Halle
Das Theater verwandelt sich in eine Halle, wo das Flugwerk gehen kann. Das Flugwerk ist mit Rosen und Blumen umgeben, wo sich sodann eine Tür öffnet. Tamino und Papageno werden ohne Säcke von den beiden Priestern hereingeführt. Ganz vorne sind zwei Rasenbänke.
Eine Halle im Prüfungstempel, die zweite Prüfung: Verschwiegenheit
Tamino und Papageno werden in eine Halle geführt und erneut ermahnt, Stillschweigen zu bewahren. Papageno versucht, Tamino zum Sprechen zu überreden. Tamino bleibt standhaft. Da nähert sich ein hässliches altes Weib und verleitet Papageno mit einem Krug Wasser zum Sprechen. Sie gibt sich als seine Geliebte aus, die außerdem nur 18 Jahre alt sei. Als Papageno, erstaunt und belustigt darüber, ihren Namen erfragen will, verschwindet sie unter Donner und Blitz. Papageno gelobt, kein Wort mehr zu sprechen. Die drei Knaben erscheinen und bringen Speis und Trank und die Flöte und das Glockenspiel („Seid uns zum zweitenmal willkommen“). Während Papageno genüsslich speist, spielt Tamino auf seiner Flöte. Von dem Ton angezogen, erscheint Pamina. Taminos Schweigen verwirrt sie. Als sie weder Tamino noch Papageno zu einer Erklärung bewegen kann, glaubt sie, Taminos Liebe verloren zu haben, und wendet sich verzweifelt ab („Ach, ich fühl’s, es ist verschwunden“). Tamino und Papageno werden durch ein Posaunenzeichen zur nächsten Prüfung gerufen.
5. Bild. Gewölbe von Pyramiden
Das Theater verwandelt sich in das Gewölbe von Pyramiden. Sprecher und einige Priester. Zwei Priester tragen eine beleuchtete Pyramide auf den Schultern; jeder Priester hat eine transparente Pyramide in der Größe einer Laterne in der Hand.
Die Priester besingen Taminos Tugend („O Isis und Osiris, welche Wonne!“). Sarastro lobt Taminos Standhaftigkeit. Nun habe er noch eine schwere Prüfung zu bestehen. Sarastro ruft Pamina, um Taminos Mut zu stärken. Tamino und Pamina nehmen trauernd Abschied. Sarastro verheißt ihnen ein Wiedersehen und trennt sie.
Papageno hat die Prüfung nicht bestanden und wurde von Tamino getrennt. Ein Priester kündigt ihm die Erlassung einer göttlichen Strafe an, jedoch verliere er dafür die Einweihungswürde. Papageno gibt sich mit einem guten Glas Wein zufrieden, das ihm gewährt wird. Angeheitert spielt er sein Glockenspiel („Ein Mädchen oder Weibchen wünscht Papageno sich!“), worauf die hässliche Alte wieder erscheint. Sie droht Papageno mit ewiger Kerkerhaft, wenn er sie nicht zur Frau nehmen will. Papageno gelobt ihr daraufhin ewige Treue (solange er keine Schönere finde). Da verwandelt sich die Alte in ein schönes junges Weib, in dem Papageno seine versprochene Freundin Papagena erkennt. Von den Priestern werden beide gewaltsam getrennt, da Papageno ihrer noch nicht würdig ist. In seiner Empörung flucht Papageno gegen die Einmischung der Priester und wird vom Boden verschlungen.
6. Bild. Ein kurzer Garten
Die drei Knaben erscheinen zum dritten Mal („Bald prangt, den Morgen zu verkünden“). Die Knaben bemerken Pamina, die sich aus enttäuschter Liebe zu Tamino mit dem Dolch, den ihr die Mutter gab, töten will. Die drei Knaben halten sie gewaltsam davon ab und verkünden ihr Taminos Liebe. Erfreut eilt Pamina mit den Knaben ihrem Geliebten entgegen.
7. Bild. Zwei große Berge
Das Theater verwandelt sich in zwei große Berge. In dem einen ist ein großer Wasserfall, worin man Sausen und Brausen hört, der andere Berg speit Feuer. Jeder Berg hat ein durchbrochenes Gitter, wodurch man das Feuer und Wasser sieht. Der Horizont über dem Feuerberg ist hellrot, der Horizont über dem Wasserberg ist mit schwarzem Nebel verhangen. An beiden Seiten türmen sich Felsen auf. Im Hintergrund ist auf jeder Seite eine eiserne Türe zu sehen.
Die Schreckenspforten, die dritte Prüfung: Standhaftigkeit
Die zwei Geharnischten führen Tamino zu seiner dritten und letzten Prüfung („Der, welcher wandert diese Straße voll Beschwerden“). Er soll zwei finstere Berge durchschreiten, in denen im einen Feuer und im anderen Wasser tobt. Tamino ist dazu entschlossen. Pamina eilt herbei, um ihn zu begleiten, was ihr erlaubt wird, ebenso wie das Gespräch untereinander. Sie rät ihm, zu ihrem Schutz die Zauberflöte auf dem Weg zu spielen. Beide durchwandern unbeschadet die Schreckenspforten und werden unter dem Lobgesang der Eingeweihten zu den bestandenen Prüfungen beglückwünscht („Triumph, Triumph! du edles Paar! Besieget hast du die Gefahr!“).
8. Bild. Wie II/6
Papageno wurde aus dem Tempel entlassen. Aus Sehnsucht nach seinem verlorenen Weibchen will er sich das Leben nehmen und an einem Baum erhängen. Auch die Bitten, dass sich „Irgendeine“ auf dreimaliges Zählen finden möge, fruchten nicht. Die drei Knaben halten ihn in letzter Sekunde von seinem Vorhaben ab und raten ihm, sein Glockenspiel zu spielen. Auf dessen Klang hin erscheint Papagena, und beide fallen sich, nun endlich glücklich vereint, in die Arme („Pa-Pa-Pa-Pa-Pa“).
Die Königin der Nacht ist mit den drei Damen und Monostatos in den Tempel eingedrungen, um Sarastro zu stürzen. Die Königin verspricht Monostatos Pamina zur Frau, wenn ihr Plan gelingt. Donnergrollen und Wasserrauschen künden von einer nahenden Bedrohung. Die Gehilfen der Königin geloben den Racheschwur.
9. Bild. Sonne
Man hört den stärksten Akkord, Donner, Blitz, Sturm. Sogleich verwandelt sich das ganze Theater in eine Sonne. Sarastro steht erhöht; Tamino, Pamina, beide in priesterlicher Kleidung. Neben ihnen die ägyptischen Priester auf beiden Seiten. Die drei Knaben halten Blumen.
Die Verschwörer verschwinden mit einem letzten Aufschrei („Zerschmettert, zernichtet ist unsere Macht, wir alle gestürzet in ewige Nacht“). Sarastro ist mit Tamino und Pamina erschienen („Die Strahlen der Sonne“). Unter Jubel wird verkündet: „Es siegte die Stärke und krönet zum Lohn – die Schönheit und Weisheit mit ewiger Kron’.“ Es fällt der Vorhang.

### Die Handlungsstruktur
Die auf der Bühne in zeitlicher Aufeinanderfolge gezeigten Einzelhandlungen muss man sich dank Schikaneders „Parallel-Montage“ teilweise gleichzeitig vorstellen: „Während Pamina in ihrem ‚ägyptischen Zimmer‘ von Monostatos eingesperrt und dann von Papageno befreit wird, wird Tamino von den drei Knaben in den Tempelgarten geführt und begegnet dem alten Priester. Während Tamino und Papageno im Vorhof des Tempels die ersten Stationen ihres Prüfungsweges beschreiten, schläft Pamina in ihrer Blumenlaube, wird von Monostatos bedrängt und empfängt den Besuch ihrer Mutter, dann Sarastros. Während Pamina von den drei Knaben vor dem Selbstmord bewahrt wird, gelangt Tamino vor die ‚Schreckenspforten‘ seiner letzten Prüfung.“ Dabei handelt es sich um zwei gleichberechtigte Handlungsstränge, den um Tamino und den um Pamina, die sich nur in bestimmten, herausgehobenen Momenten kreuzen und (am Ende glücklich) zusammengeführt werden, sonst aber (wie bei einem Filmschnitt) durch Verwandlungen des Bühnenbildes jeweils kontrastreich voneinander abgehoben sind. Dazu kommt dann im zweiten Finale noch eine dritte Handlungsebene, die der Tamino-Pamina-Handlung deutlich untergeordnet ist: „Während Pamina und Tamino durch Feuer und Wasser wandeln, will einerseits Papageno sich aufhängen und erhält mit Hilfe der drei Knaben endlich seine Papagena und versucht andrerseits die Königin der Nacht mit ihrem Damengefolge und ihrem neuen Verbündeten Monostatos Sarastros Herrschaft umzustürzen.“ Vor diesem Hintergrund wird in der Fachliteratur immer wieder thematisiert, dass das Leitthema des Werkes nicht nur die „Liebe“ sei, sondern auch, durch das Bewältigen von Prüfungen zu einem besseren Menschen zu werden (ähnlich wie später in Wagners Parsifal).

## Entstehungsgeschichte

### Literarische und andere Quellen

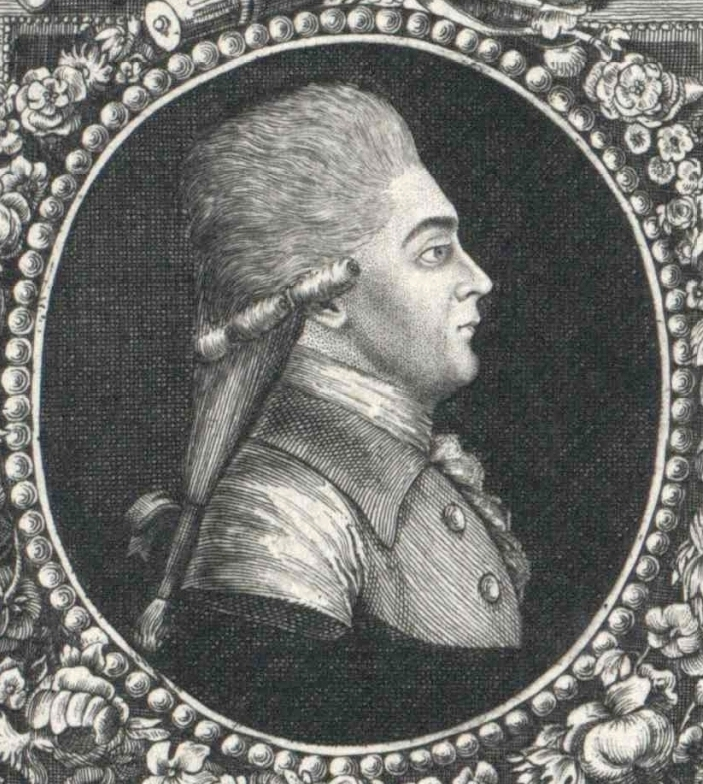
Emanuel Schikaneder

Als Textgrundlage des Librettos dienten Schikaneder literarische Quellen, vor allem das in Wielands Sammlung Dschinnistan (1786–1788) erschienene Märchen Lulu oder die Zauberflöte von August Jacob Liebeskind, Wielands Oberon (1780), Jean Terrassons (sich fiktiv als Übersetzung einer alten „griechischen Handschrift“ gebender) Roman Séthos (1731) – mit ihm hatte Mozart sich bereits bei der Komposition der Bühnenmusik zum Heldenspiel Thamos, König in Ägypten von Tobias Philipp von Gebler (1774) beschäftigt – und Karl Friedrich Henslers Sonnenfest der Braminen (1790). Weiter wurden Elemente der Oper Oberon, König der Elfen von Paul Wranitzky übernommen, die Schikaneders Truppe 1790 aufgeführt hatte. In der Figur des Sarastro (italienische Form von Zarathustra), welche die Weisheit personifiziert, wollte Schikaneder – wie Mozart Freimaurer – einer Legende zufolge seinen Meister vom Stuhl Ignaz von Born verewigen, der kurz vor der Uraufführung der Zauberflöte starb.
Besonders offensichtlich ist der Quellenbezug bei der von den beiden Geharnischten vorgetragenen Inschrift (28. Auftritt), die nahezu wörtlich Terrassons Roman entnommen ist, bei dem sie ebenfalls einer Feuer- und Wasserprobe vorangestellt ist. Sie lautet in der Übersetzung von Matthias Claudius:

„Wer diesen Weg allein geht, und ohne hinter sich zu sehen, der wird gereinigt werden durch das Feuer, durch das Wasser und durch die Luft; und wenn er das Schrecken des Todes überwinden kann, wird er aus dem Schooß der Erde wieder herausgehen, und das Licht wieder sehen, und er wird das Recht haben, seine Seele zu der Offenbarung der großen Göttin Isis gefasst zu machen!“

Dasselbe gereimt in der Zauberflöte:
Der, welcher wandert diese Strasse voll Beschwerden,

Wird rein durch Feuer, Wasser, Luft und Erden;

Wenn er des Todes Schrecken überwinden kann,

Schwingt er sich aus der Erde Himmel an. –

Erleuchtet wird er dann im Stande seyn,

Sich den Mysterien der Isis ganz zu weih’n.
Bei der Vertonung verwendet Mozart den Luther-Choral Ach Gott, vom Himmel sieh darein (ohne Wiederholung der ersten beiden Zeilen und mit Hinzufügung einer weiteren am Ende; Vergleich) und gestaltet ihn als kunstvoll fugierte Choralbearbeitung im strengen Stile J. S. Bachs, wodurch sein archaischer Charakter hervorgehoben wird. Als mögliche Vorlage für die Begleitung verweist Jan Assmann auf eine kontrapunktische Studie von Johann Philipp Kirnberger.

### Wiener Kasperl- und Zauberoper
In Wien hatte sich im Laufe der zweiten Hälfte des 18. Jahrhunderts ein Singspieltyp etabliert, der als Wiener Kasperl- und Zauberoper bezeichnet wird und dem Alt-Wiener Volkstheater verwandt ist. Typisch für diese Opern war eine Handlung, bei der die Liebe über mancherlei Gefahren siegte. Handelnde Figuren waren – neben Menschen, Geistern, Zauberern und wilden Tieren – gute und böse Mächte. Eine meist sehr aufwendige Inszenierung sicherte diesen Singspielen, die vor allem durch den Theaterintendanten Karl von Marinelli zunehmend als deutsche Opern betrachtet wurden, einen großen Erfolg beim Publikum. Zu den Komponisten, die auf diesem Gebiet aktiv waren, zählen Wenzel Müller und Ferdinand Kauer. Insbesondere Müllers Singspiel Der Fagottist, oder: Die Zauberzither, das nur wenige Monate vor Mozarts Zauberflöte seine Uraufführung hatte, dürfte mit seiner Handlung die Entstehung der Zauberflöte beeinflusst haben. Dies betrifft unter anderem den eigentlich unlogischen Bruch in der Charakterisierung der Königin der Nacht, die im ersten Akt der Zauberflöte eine positive Figur darstellt, im zweiten Akt aber anders als die entsprechende Figur bei Perinet als negative Gestalt gezeichnet wird. Schikaneder hatte einen ersten Erfolg bereits mit der im Jahre 1789 entstandenen Oper Oberon, König der Elfen von Paul Wranitzky gefeiert, einer anderen Oper des Alt-Wiener Zaubertheaters.

### L’arbore di Diana,Die Zauberflöteund Leopold II.

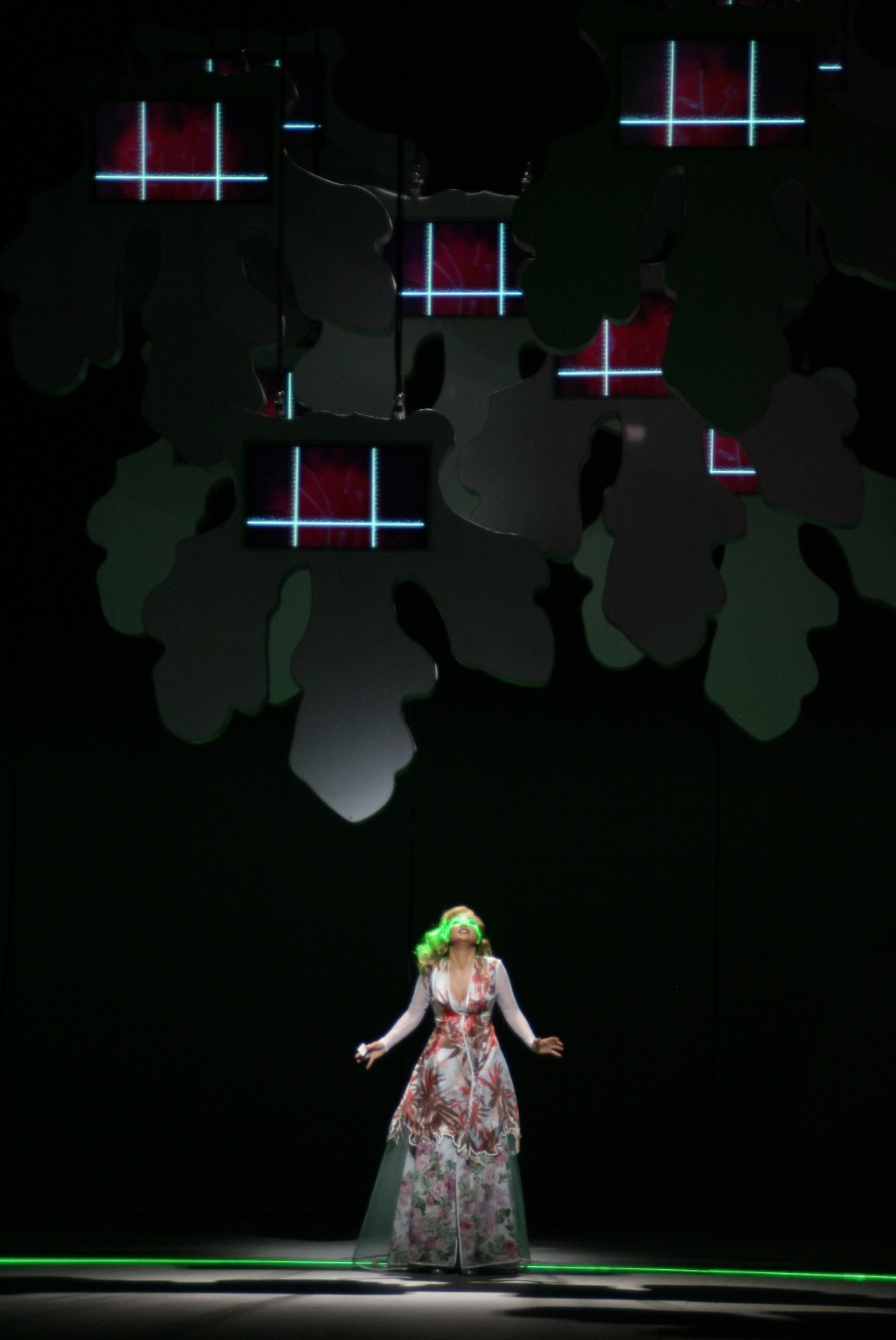
Das Vorbild der Königin
der Nacht: Diana in Martín y Solers L’arbore di Diana (Laura Aikin, Barcelona 2009)

In seiner 2007 erschienenen Biographie Vicente Martín y Solers machte dessen argentinischer Biograf Leonardo J. Waisman auf Ähnlichkeiten zwischen der Zauberflöte und dem 1787 entstandenen Dramma giocoso Da Pontes L’arbore di Diana (Der Baum der Diana) mit der Musik von Vicente Martín y Soler aufmerksam. Die Da-Ponte-Opern des valencianischen Komponisten waren in Wien populärer als jene Mozarts. So hatte Schikaneder zu Martíns Großerfolg Una cosa rara (Der seltene Fall) 1790 eine deutschsprachige Fortsetzung geschrieben.
Auffällige Parallelen bestehen zwischen den drei Nymphen in L’arbore di Diana und den drei Damen in der Zauberflöte: Sie spielen am Anfang der Opern eine wichtige Rolle, fühlen sich von Neuankömmlingen – Doristo bzw. Tamino – physisch angezogen und sind ihren Herrinnen (mehr oder weniger) ungehorsam. Noch größer ist die Übereinstimmung zwischen Letzteren – der Mondgöttin Diana und der Königin der Nacht: Beide verlieren ihre Herrschaft, dürsten nach Rache und werden von (scheinbar) guten zu bösen Wesen. Die eine wie die andere bestraft Ungehorsame – Britomarte bzw. Papageno – mit Stummheit. Der Schäfer Doristo ist wie der Vogelfänger Papageno ein Naturbursche. In der Singspiel-Version von L’arbore di Diana gibt es zudem Drei Genien mit Sopranstimmen, an welche die Drei Knaben der Zauberflöte erinnern.
In beiden Opern werden Festungen angegriffen: In L’arbore di Diana stürmen Amore und sein Gefolge die Insel der Göttin der Keuschheit, in der Zauberflöte versuchen die Königin der Nacht und ihr Gefolge dasselbe mit dem Tempel der Weisheit. Gemeint sind bei Martín y Soler die von Kaiser Joseph II. säkularisierten Klöster, während es bei Mozart um die Aufklärung geht, welche in den Staaten des Hauses Österreich nach dem verlustreichen Türkenkrieg, den Revolten gegen die Reformen Josephs II., der Französischen Revolution und der Thronbesteigung Leopolds II. vom Klerikalismus und von der Reaktion bedroht war.

### Freimaurerische Einflüsse
Das Gedankengut und die Vertonung durch Mozart sind vom Geist der Freimaurerei beeinflusst; Mozart war selbst Freimaurer. Aufgenommen wurde er in der Wiener Loge Zur Wohltätigkeit (später: Zur neugekrönten Hoffnung) auf Veranlassung seines Freundes und dortigen Stuhlmeisters Otto Heinrich von Gemmingen-Hornberg. Mozart besuchte daneben regelmäßig die Wiener Loge Zur wahren Eintracht, in welcher der Freimaurer und Illuminat Ignaz von Born Stuhlmeister war und die durch Born zum Zentrum der Wiener Illuminaten wurde. Am 7. Januar 1785 wurde Mozart dort durch Born in den Gesellengrad befördert. Als Die Zauberflöte 1791 aufgeführt wurde, spielte Ignaz von Born allerdings, auch infolge des Freimaurerpatents von 1785, als Freimaurer keine Rolle mehr.
In der Wiederkehr einer unterschiedlich rhythmisierten Akkordfolge ( – ‿– ‿– = 5 Schläge zu Beginn der Ouvertüre und vor dem ersten Auftritt Sarastros, dreimal ‿– – in der Mitte der Ouvertüre und mehrmals an bedeutsamen Stellen in der Oper) soll Mozart die jeweils für Lehrlings-, Gesellen- und Meistergrad seiner Loge charakteristischen Hammerschlag-Geräusche verarbeitet haben. Aus musikwissenschaftlicher Sicht stellen die drei Klopfzeichen in der Zauberflöte noch keinen direkten Zusammenhang mit der Freimaurerei her. Diese drei Zeichen, die aus dem französischen Genre des „merveilleux“ stammen, kommen im Musiktheater bereits im frühen 18. Jahrhundert vor. Auch die drei Akkorde der Ouvertüre findet man in vielen anderen Bühnenwerken (Armida von Traetta, La Circe von Giuseppe Gazzaniga), ohne dass in diesen Fällen ein Bezug zur Freimaurerei herzustellen wäre. Tatsächlich gehören aber sowohl die Rituale der Einweihung als auch ein großer Teil der benutzten Symbole der Freimaurerei an. Die Zahl Drei ist das Symbol der Heiligkeit und in der Freimaurerei der Symbolik des Tempels Salomos entlehnt. Der Priestersegen bestand im Judentum aus drei Teilen, und bei der Anrufung Gottes wurde das Wort heilig dreimal ausgesprochen. In der Freimaurerei symbolisieren drei harte Schläge die Beharrlichkeit, das Zutrauen und die Begeisterung des Kandidaten sowie nach Mt7,7 : „Bittet, und es wird euch gegeben werden; sucht, und ihr werdet finden; klopft an, und es wird euch geöffnet werden.“
Der üblicherweise angenommene und zuletzt besonders von Jan Assmann herausgestellte Einfluss freimaurerischer Gedanken auf die Zauberflöte darf jedoch nach Jan Brachmann (in der FAZ) nicht überbewertet werden:

„Assmann zeichnet ein zu positives Bild von den Freimaurern als Vorkämpfern einer Weltrepublik der Humanität. Die Papageno-Ebene soll das bestätigen. Doch in einer Nebenbemerkung erwähnt er selbst, dass Schikaneder aus einer Regensburger Loge 1789 relegiert worden ist. Die Eingeweihten wollten keinen Schauspieler und Sänger, der von seiner Frau getrennt lebte. Ebenso weiß man, dass der Logenmeister Ignaz von Born, Mozarts Vorbild für Sarastro, ein Großinquisitor der Aufklärung war, der ideologische Säuberungen in Wien durchführte und die Korrespondenz seiner Widersacher geheimdienstlich überwachen ließ. Mozart fühlte sich unwohl und dachte eine Zeitlang, seinen eigenen Geheimbund, die ‚Grotte‘, zu gründen. So darf man in der Papageno-Ebene, bei aller Sympathie für die Ideale der Freimaurer, vornehmlich Kritik an deren Methoden sehen: Die ganze Welt der Vernunftreligion läuft Gefahr, totalitär zu werden, wenn sie nicht auch Platz für solch bunte Vögel hat, wie Schikaneder, der erste Darsteller des Papageno, einer war.“

Eine gänzlich kritisch-distanzierte, ja ablehnende Haltung gegenüber den Freimaurern und der Aufklärung glaubt schließlich Attila Csampai in Schikaneders Libretto und insbesondere auch in manchen Details der musikalischen Umsetzung durch Mozart zu erkennen und resümiert:

„Im Unterschied zu den meisten ihrer ‚fortschrittlich[…]‘ denkenden Zeitgenossen verfallen sie [Schikaneder und Mozart] dem neuen ‚Reich der Vernunft‘ gegenüber nicht in idealisierende Euphorie, in blinde Vorfreude, sondern sie unterscheiden mit bestürzend klarem Vorausblick und feinstem Gespür zwischen dem ‚schönen Schein‘ und der erschreckenden Wirklichkeit dessen, was sich da ankündigt. […] Und sie verhehlen keineswegs, dass da nicht alle Hoffnungen, Sehnsüchte und Utopien ihre Erfüllung finden werden.“

Bei alledem muss festgehalten werden, dass kein zeitgenössischer Kritiker die in der Oper auszumachenden Anspielungen auf die Freimaurerei auch nur mit einem Wort erwähnt. Jedenfalls haben Schikaneder und Mozart ihr Werk so konzipiert, dass es auch für das breite Publikum geeignet und verständlich war. Assmann nennt daher „Die Zauberflöte eine ‚opera duplex‘ nach dem Vorbild der ‚religio duplex‘, einer Doppelreligion mit populärer Außen- und elitärer Innenseite: Die Außenseite der Oper bilde das Märchenstück, ihre Innenseite der Mysterienkult der Freimaurer, denen Mozart angehörte.“

### Entstehung

#### Titel
Der Titel „Die Zauberflöte“ stand keineswegs von vornherein fest; zunächst war offenbar auch an „Die Egyptischen Geheimnisse“ gedacht. Dass diese Idee schließlich verworfen wurde, liegt vermutlich daran, dass mit dem dabei zugrunde liegenden Bezug zum freimaurerischen Mysterienritual die Motive Liebe und Musik und damit zwei zentrale Elemente der Oper nicht erfasst worden wären, die in dieser Kombination dem Orpheus-Mythos entnommen sind, zu dessen musikalischer Dramatisierung durch Christoph Willibald Gluck (Orfeo ed Euridice, 1762) die Zauberflöte in gewisser Hinsicht das Gegenstück darstellt.

#### Libretto
Nach früher gängiger Auffassung wurden die Handlung und insbesondere die Ausrichtung der Charaktere während der Entstehungszeit der Oper mehrfach umgearbeitet. Damit glaubte man die vielfach festgestellten Risse und Widersprüchlichkeiten im Libretto (den „Bruch“, siehe unten) erklären zu können: Schikaneder habe die Zauberflöte damit wohl schärfer gegen Wenzel Müllers gleichzeitig entstehende und auf ähnlichen Vorlagen fußende Zauberoper Der Fagottist, oder: Die Zauberzither abgrenzen wollen. Belegt ist, dass Mozart bei der Uraufführung von Müllers Oper am 8. Juni 1791 zugegen war: „… ich ging dann um mich aufzuheitern zum Kasperl in die neue Oper der Fagottist, die so viel Lärm macht – aber gar nichts daran ist“, so schrieb Mozart seiner Frau in der ihm eigenen Diktion.

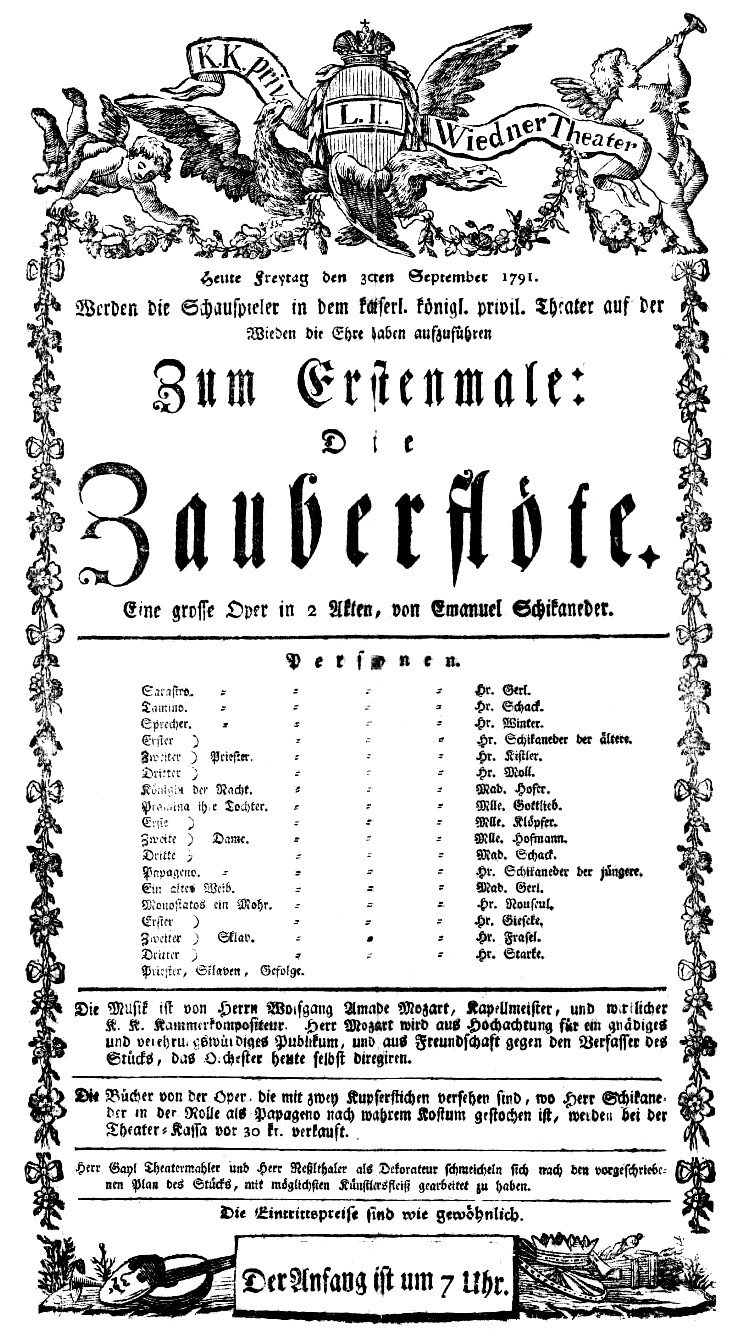
Theaterzettel der Uraufführung, 30. September 1791

Im Laufe der Mozart-Rezeption kam auch die Vermutung auf, die sich exemplarisch in Wolfgang Hildesheimers 1977 erschienenem Buch über Mozart wiederfindet, dass Carl Ludwig Giesecke, der unter Schikaneder als Schauspieler und Bühnenautor tätig war, einen Einfluss auf die Ausarbeitung des Librettos gehabt habe. Auf sein Eingreifen wollte man die vorgenannten Widersprüchlichkeiten im Libretto zurückführen. Nach Ansicht von Christina Zech weist die Zauberflöte häufig frauenfeindliche Passagen auf; diese sowie die Freimaurer-Szenen könnten, so wurde vermutet, aus Zeitnot von Schikaneder an Giesecke als Zuarbeiter vergeben worden sein. Die (von ihm selbst in die Welt gesetzte) Behauptung einer Mitwirkung Gieseckes am Libretto gilt aber heute als widerlegt. Der Theaterzettel der Uraufführung nennt ausschließlich Schikaneder als Librettisten.
Zum weiter oben angesprochenen Frauenbild der Zauberflöte und der Misogynie von Sarastros Männerorden gibt Jan Assmann zu bedenken: „Wir dürfen aber nicht vergessen, dass diese Gynophobie symbolisch zu verstehen ist. Der Abscheu der Priester gilt nicht dem ‚Weib‘ als solchem, sondern dem Aberglauben, der in der Figur der Königin der Nacht seine narrative und dramatische Verkörperung gefunden hat.“ Mit der Einweihung von Pamina wird „die männerbündische Misogynie […] der Vergangenheit angehören“; und entgegen Sarastros Sentenz „Ein Mann muss eure Herzen leiten“ ist am Ende sie es, die Tamino durch die Feuer- und Wasserprobe führt: „Ich selbsten führe dich, die Liebe leitet mich!“ Insofern lässt sich Pamina als eine der ersten starken Frauenfiguren der Operngeschichte sehen, die sich selbstbewusst an die Seite Taminos und auf gleiche Augenhöhe mit ihm stellt („Ein Weib, das Nacht und Tod nicht scheut, ist würdig und wird eingeweiht“). Der Dirigent Ekhart Wycik brachte in seinem Buch Zauberflöte – die unbekannte Bekannte Belege dafür, wie Mozart diese im Libretto klar angelegte starke Stellung Paminas durch die Musik unterstützt. Nicht zuletzt seien Tamino und Pamina als Schüttelversionen des esoterischen „Animo – Anima“ zwei Seiten derselben Person: Archetypen des Männlichen und des Weiblichen, die das Publikum der Oper als in sich immanent begreifen soll und zur ausbalancierten Entfaltung führen kann.

#### Erklärungen des „Bruches“
Dass sich im Laufe der Oper (genauer: ab der Begegnung Taminos mit dem Priester zu Beginn des Finales des 1. Aktes) die von Schmerz erfüllte und unser menschliches Mitgefühl verdienende Königin der Nacht zu einer hasserfüllten, mordlustigen Furie wandelt und Sarastro von einem gnadenlosen und unbarmherzigen Tyrannen zum gütigen und weisen Herrscher im Reich der Sonne, wurde häufig als „Bruch“ bezeichnet und macht die vorgenannten Widersprüchlichkeiten des Librettos aus (Ingmar Bergman versucht sie in seinem Zauberflöten-Film dadurch aufzufangen, dass er die Königin der Nacht bei ihrer ersten Arie „Zum Leiden bin ich auserkoren“ für einen kurzen Moment einen verstohlenen Seitenblick auf Tamino werfen lässt, wodurch ihr Vortrag als eine berechnete, Mitleid heischende Vorführung entlarvt wird; dass ferner die drei Knaben sich selber einführen, statt das den drei Damen zu überlassen, womit von vornherein klar werden soll, dass sie nicht im Dienste der Königin stehen).
Der „Bruch“ wurde in der Vergangenheit, wie oben referiert, fast durchweg mit einer Umkehrung des dramaturgischen Konzeptes noch während der Entstehung der Oper zu erklären versucht; als Gründe hierfür wurden angegeben die Abgrenzungsabsicht gegen das o. g. Konkurrenzunternehmen Der Fagottist, oder die Zauberzither, aber auch „daß die an dem Stück lebhaft interessierten freimaurerischen Kreise die Umarbeitung angeregt haben“ (Wilhelm Zentner in der Einleitung zur Reclam-Ausgabe 1957). Eine Variante dieser letzten Vermutung vertrat Brigid Brophy: Aus ideologischen Gründen seien die Autoren von einem freimaurerischen Mythos auf einen anderen umgeschwenkt, nämlich von einer dem Orpheus-Mythos nahen profeministischen Rettungsgeschichte (mit der Königin der Nacht als einer Isis-Demeter) zu einer antifeministischen „Einweihungsgeschichte“ im Sinne der herrschenden freimaurerischen Misogynie. – Nach Jürgen Schläder (im Großen Lexikon der Musik) weisen die Handlungswidersprüche dagegen „mit aller Deutlichkeit auf den Gattungstyp ‚Maschinenkomödie‘, auf das aufwendige Bühnenspektakel, das Schikaneder vorschwebte, und nicht auf das vielfach vermutete Ideendrama“; freimaurerische Einflüsse bestreitet er.
Eine entschiedene Absage an jede wie auch immer begründete „Bruchtheorie“ erteilt der (als Ägyptologe mit der „Mysteriologie“ des 18. Jahrhunderts vertraute) Jan Assmann in seinem Buch Die Zauberflöte. Oper und Mysterium (2005). Diese habe allein schon dadurch als widerlegt zu gelten, dass anhand der Tinten und Papiersorten nachgewiesen ist, dass Mozart die einzelnen Nummern nicht in der Reihenfolge des Handlungsverlaufs komponiert hat, sondern in zehn verschiedenen Kompositionsphasen, wobei „spätere“ Partien schon gleichzeitig mit „früheren“ entstanden sind (zum Beispiel die Arie mit Chor „O Isis und Osiris“ des „guten“ Sarastro gleich in der allerersten Phase). Die radikale Wendung, der unvermittelte Perspektivwechsel in der Beurteilung Sarastros und der Königin sei von Anfang an beabsichtigt gewesen: „Hier wird ein innerer Vorgang von Umdenken, Sinneswandel, ja Konversion gezeigt, den die Oper nicht nur den Helden, sondern auch das Publikum durchmachen lässt.“ Er entspreche dem Ritual der zeitgenössischen (nicht historisch, sondern als überzeitlich gültig verstandenen) „egyptischen Mysterien“ der Freimaurer (literarisch greifbar im Roman Séthos des Abbé Jean Terrasson und in der in diesen Kreisen einflussreichen Schrift Crata Repoa), bei denen die Einzuweihenden ihren bisherigen Aberglauben (hier verkörpert durch die Königin der Nacht) als solchen erkennen sollten, um sich ganz der (hier von Sarastro vertretenen) Wahrheit, der Sache von „Weisheit und Vernunft“, zuzuwenden. In diesem Sinne interpretiert Jan Assmann die Zauberflöte als „neues Mysterium“ im Dienste der Aufklärung.

Im Gegensatz dazu markiert in der radikal freimaurerkritischen Sicht von Attila Csampai die Bruchstelle, die „Grenzüberschreitung“ beim Eintritt Taminos in die Welt Sarastros, eine „realistische Wendung“ mit einer Art „Gehirnwäsche“, mittels derer die Eingeweihten sich den „wenig gereift[en]“ Prinzen gefügig machen: „Denn es gibt seit Menschengedenken keine Herrschaftsform – und sei sie noch so unmenschlich –, die ihr Tun nicht moralisch gerechtfertigt hätte, die nicht ihren eigenen ‚positiven‘ philosophisch-ideologischen Überbau gehabt hätte.“

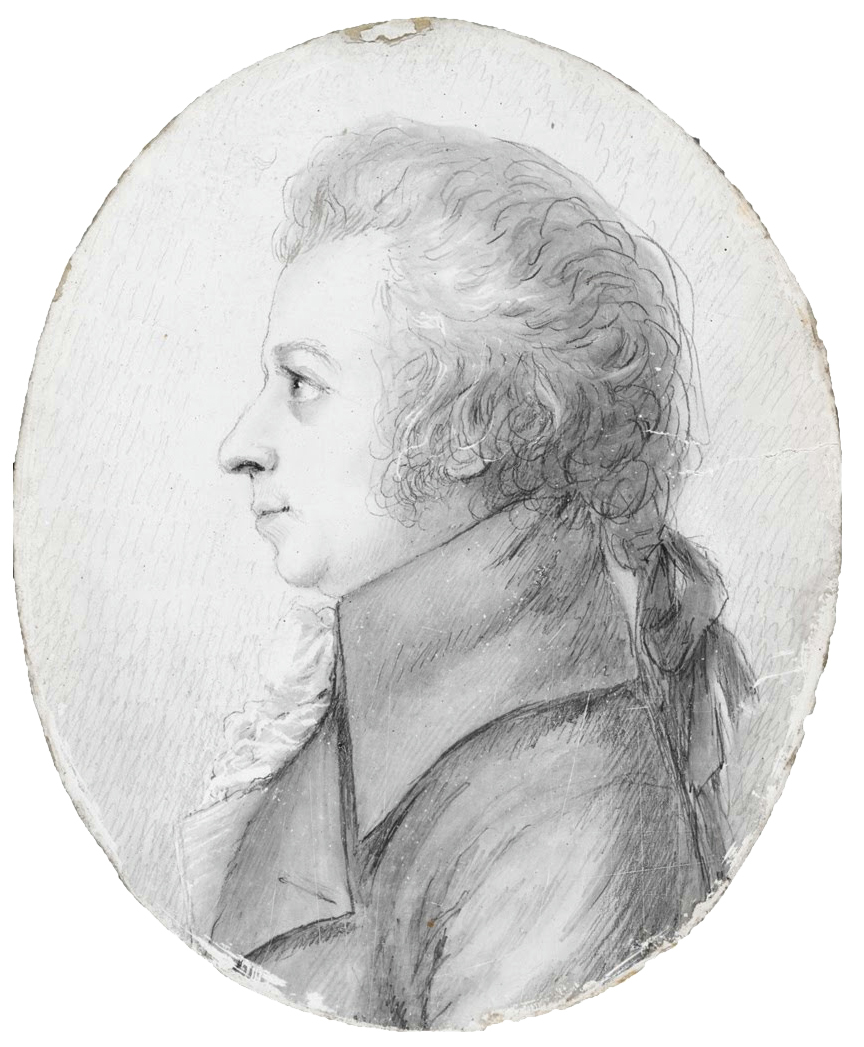
Wolfgang Amadeus Mozart

#### Musik
Die musikalische Entstehungsgeschichte ist ebenso wie die des Librettos nur lückenhaft dokumentiert. Sicher ist, dass sich Mozart ab April 1791 mit der Komposition beschäftigt hat. Ein angeblicher Brief Schikaneders an Mozart aus dem Jahr 1790, in welchem Schikaneder Mozart sein „Pa-pa-pa“ zurückschickt (der auch in der neuesten Literatur für echt gehalten wird), hat sich schon vor Jahren als überaus ungeschickte Fälschung herausgestellt. Mozarts Ehefrau Constanze befand sich ab Ende Mai 1791 zur Kur nahe Wien. Briefe Mozarts an seine Frau nehmen gelegentlich Bezug auf seine Arbeit an der Zauberflöte, so dass die Entstehungsgeschichte der Oper in diesem Zeitraum etwas besser belegt ist. Im Juli 1791 war die Oper mit Ausnahme der Ouvertüre und des Priestermarsches abgeschlossen. Mozart unterbrach dann für mehrere Wochen die weitere Arbeit, um sich auf die Oper La clemenza di Tito zu konzentrieren, die zur Krönung Kaiser Leopolds II. zum König von Böhmen fertiggestellt sein sollte. Erst im September 1791 schloss Mozart die Arbeiten an der Oper vollständig ab.
Zu den Legenden rund um die Oper zählt, dass Mozart sie schrieb, um dem in Geldnöten befindlichen Theaterintendanten Schikaneder zu helfen. Dies kann jedoch als wenig wahrscheinlich angesehen werden, da Schikaneder zu dieser Zeit mit seinem Theater auf dem Höhepunkt seines Erfolgs war. Möglicherweise war es daher eher umgekehrt, und Schikaneder unterstützte mit diesem Projekt Mozart, dem es zu dieser Zeit finanziell schlecht ging. Die musikalische Umsetzung war – wie zur damaligen Zeit üblich – zu einem weiten Teil davon geprägt, welche Sänger zur Verfügung standen. Schikaneder sollte die Rolle des Papageno singen, und tatsächlich benötigt diese Rolle keinen Sänger mit großem Stimmumfang. Die Rolle profitiert aber anders als die anderen von einem Sänger, der über eine schauspielerische Begabung verfügt.
Die Uraufführung fand am 30. September 1791 in Schikaneders Freihaustheater im Starhembergschen Freihaus auf der Wieden in Wien statt. Den Papageno spielte Schikaneder selbst. Die Königin der Nacht wurde von Mozarts Schwägerin Josepha Hofer gespielt, Tamino von seinem Freund Benedikt Schack, Pamina von Anna Gottlieb, Sarastro von Franz Xaver Gerl, Papagena von dessen Frau Barbara Gerl, der zweite Priester von Schikaneders Bruder Urban Schikaneder, der erste Knabe von Urban Schikaneders Tochter Anna Schikaneder sowie der zweite und der dritte Knabe von Anselm Handelgruber und Franz Anton Maurer.

### Partitur
Constanze Mozart verkaufte das Autograph der Partitur 1799 an den Verleger Johann Anton André, der die Partitur, anders als geplant, jedoch nicht druckte.
Das Autograph der Zauberflöte befand sich schließlich seit 1842 im Besitz von Andrés ältestem Sohn, der es an den Bankier Eduard Sputh verkaufte. Sputh wollte die Partitur dem preußischen Königshaus schenken – da er allerdings Bankrott machte, kam sie in die Konkursmasse. Schließlich gelangte die Partitur in die Königliche Bibliothek Berlin (heute Staatsbibliothek zu Berlin). Während des Zweiten Weltkrieges wurde
die Partitur in Auslagerungsorte nach Schlesien gebracht. Da diese Gebiete nach 1945 zu Polen gehörten, wurde die Partitur Teil der Berlinka in Krakau. Dies war jedoch der Wissenschaft für viele Jahre nicht bekannt. Erst 1977 wurde sie anlässlich eines Staatsbesuches von Polens Staatschef Edward Gierek in der DDR zurückgegeben und befindet sich seitdem wieder in der Staatsbibliothek zu Berlin. Publiziert wurde die Partitur der Zauberflöte 1813 von Birchall.

## Musik

### Aufbau der Oper

#### Ouvertüre
Die majestätische Einleitung zur Ouvertüre in der Tonart Es-Dur, welche als Tonart der Liebe die ganze Oper durchzieht, beginnt mit einer mächtigen, majestätischen Akkordfolge. Dieses Klopfmotiv aus fünf Einzelakkorden ist zwar nicht identisch mit dem dreimaligen Akkord, welcher im 2. Akt die rituelle Handlung von Sarastro und seinen Priestern untermalt, weist aber als Chiffre für Erhabenes und Wichtiges auf das Geschehen der Oper hin und bereitet es vor. Beides, der Ouvertürenbeginn und der dreimalige Akkord, erinnern an das dreimalige Anklopfen an einer Freimaurerloge. Der anschließende Allegro-Teil in der Sonatenhauptsatzform beweist Mozarts Fugenkunst: Er verarbeitet ein Thema aus Muzio Clementis Sonate B-Dur op. 24 no. 2, welche er zehn Jahre zuvor bei einem Vorspiel vor dem Kaiser hörte, wie im Finale seiner Jupiter-Sinfonie: Er bringt das Thema zuerst in der Exposition einer Fuge, dann folgt ein homophoner Tutti-Abschnitt. Im weiteren Verlauf erscheint das Thema häufig kanonisch versetzt oder mit obligaten Kontrapunkten; in der Durchführung auch beides gemeinsam. Vor dieser wird der dreimalige Akkord wieder angeschlagen, allerdings nur mit Bläsern besetzt und in B-Dur, wie er später im 2. Aufzug wiederkehrt.

#### Erster Aufzug
Die musikalischen Nummern sind:
- Nr. 1 Introduktion (Tamino, die drei Damen): Die Introduktion wird durch ein dramatisches und beklemmendes c-Moll eröffnet, welches die Todesahnung Taminos charakterisiert. Schnelle Wechsel von laut und leise sowie Tremoli in den mittleren Streichern verstärken diesen Effekt. Hörbar folgt die Rettung durch die drei Damen, welche mit einem Triumphmarsch einsetzt. Die Nummer endet im klaren C-Dur.
- Nr. 2 Arie „Der Vogelfänger bin ich ja“ (Papageno): Diese volksliedhafte Arie steht in der einfachen Tonart G-Dur, welche im weiteren Verlauf der Oper ein stetiges Merkmal Papagenos ist. Die Arie ist als Strophenlied konzipiert und basiert größtenteils auf den Hauptstufen (Tonika, Subdominante etc.) und auf den Tönen der G-Dur-Tonleiter. Dadurch wird der volksliedhafte Charakter verstärkt, da nur einfache Harmonien verkommen.
- Nr. 3 Arie „Dies Bildnis ist bezaubernd schön“ (Tamino): Die Tonart dieser Arie ist Es-Dur, welche schon in der Ouvertüre ihren Platz hatte. Die Melodie enthält viele chromatische Seufzer und Intensivierung, beides zur Verstärkung des Textes, welcher über Sehnsucht und Liebe berichtet.
- Nr. 4 Arie „Zum Leiden bin ich auserkoren“ (Königin der Nacht): Diese Arie beginnt mit einem Rezitativ, welchem ein majestätischer B-Dur-Orgelpunkt vorausgeht, Zeichen der Macht der Königin. Mit dem Neapolitanischen Sextakkord wendet sich das Geschehen nach g-Moll, der Tonart der Trauer, in der die Königin über die Gefangenschaft ihrer Tochter berichtet. Im zweiten Teil, wieder in B-Dur, beauftragt die Königin den jungen Prinzen, ihre Tochter zu befreien. Im zweiten Abschnitt dieses B-Dur-Teils treten weitläufige Koloraturen auf, welche den vollständigen Ambitus der Sopranstimme ausnutzen; ein wesentliches Merkmal der Königin der Nacht.
- Nr. 5 Quintett (Tamino, Papageno, die drei Damen): Das Quintett steht wieder in B-Dur. Es ist die letzte Nummer des ersten Bildes. Es zeigt keine einheitliche Form, die Handlung läuft hier weiter fort, Tamino und Papageno erhalten hier die Zauberflöte und das Glockenspiel.
- Nr. 6 Terzett (Pamina, Monostatos, Papageno): Diese Nummer ist eher kurz und hat eher den Charakter eines Rezitativs, ohne dessen musikalische Merkmale aufzuweisen, entscheidend ist, dass die Handlung während des Terzetts weiterläuft.
- Nr. 7 Duett „Bei Männern, welche Liebe fühlen“ (Pamina, Papageno): In dieser Nummer wird die Liebe besungen, weshalb sie auch in Es-Dur steht.
- Nr. 8 Finale: Das Finale ist ein Beispiel eines Kettenfinales, in dem Personen-, Takt- und Kulissenwechsel auftreten. Es beginnt mit einem Marsch in C-Dur, wenn die drei Knaben Tamino vor die Pforten des Tempels geleiten. Darauf folgt ein langes Rezitativ, in dem Tamino mit dem Priester spricht und u. a. erfährt, dass Pamina noch am Leben ist. Anschließend spielt Tamino seine Zauberflöte, in der Hoffnung, Pamina zu finden. In traurigem c-Moll folgt die Zeile: „doch, nur Pamina bleibt davon!“. Nach dem Kulissenwechsel sieht man Papageno und Pamina flüchten, dieser Anschnitt steht in G-Dur. Ein harter Tempowechsel und ein Unisono begleiten Monostatos, welcher die beiden gefangen nehmen will. Papageno spielt nun sein Glockenspiel, worauf die Sklaven anfangen zu singen. Die Melodie besitzt Ähnlichkeiten mit der Arie „Der Vogelfänger bin ich ja“, sowohl in der Tonart als auch im Aufbau der Melodie. So zum Beispiel fangen beide Melodien mit drei absteigenden, gleichen Notenwerten an. Danach ertönt ein Marsch, der den Einzug Sarastros ankündigt. Es folgt ein arienartiger Abschnitt, in dem Pamina Sarastro die Fluchtgründe angibt. Anschließend erscheint Monostatos, welcher Tamino hineinführt. In einem hektischen Tempo (Allegro, 2/2-Takt) und in syllabischer Textvertonung versucht Monostatos, Sarastro darin zu überzeugen, dass man die Flüchtlinge bestrafen sollte. Sarastro stattdessen erteilt den Befehl, ihm „nur sieben und siebzig Sohlenstreich“ zu geben. Der erste Aufzug endet mit einem Chor in C-Dur, der Tugend und Gerechtigkeit besingt.

#### Zweiter Aufzug
- Nr. 9 Marsch der Priester: Diese Nummer fungiert als Vorspiel für den zweiten Akt. Der schreitende Charakter spiegelt die Ruhe und Heiligkeit der Priester wider.
- Nr. 9a Der Dreimalige Akkord: In der anschließenden Beratung der Priester kehrt der Dreimalige Akkord immer wieder, in der Form, wie er vor der Durchführung in der Ouvertüre auftrat. Auch später wird er noch eine Rolle spielen.
- Nr. 10 Arie mit Chor „O Isis und Osiris“ (Sarastro): Diese Nummer ist wohl eine der ruhigsten und abgeklärtesten der ganzen Oper. Sie ist nur mit mittleren und tiefen Instrumenten besetzt; das Tempo ist Adagio und die konstante Dynamik Piano.
- Nr. 11 Duett (Zwei Priester): Dieses Duett ist eine kurze Warnung der Priester.
- Nr. 12 Quintett (Tamino, Papageno, die drei Damen; später der Chor der Priester): Diese Nummer ist ebenfalls eine Warnung, allerdings von der Seite der Königin der Nacht. Seltsamerweise steht diese Nummer in G-Dur, der Tonart der Freude in der Zauberflöte. In plötzlichem c-Moll ertönen die Stimmen der Priester, die die Damen in die Versenkung stürzen lassen. Dieser dramatische Moment wird durch ein Tutti und durch zwei verminderte Septakkorde verstärkt. Erschrocken fällt Papageno zu Boden. Mit dem Erscheinen der Priester ertönt wieder der Dreimalige Akkord.
- Nr. 13 Arie „Alles fühlt der Liebe Freuden“ (Monostatos): In dieser Arie wird – das einzige Mal in der Oper – eine Piccoloflöte benutzt. Die Musik klingt dadurch leichter, da „alles so piano gesungen und gespielt wird, als wenn die Musik in weiter Entfernung wäre“ (Anweisung in der Partitur).
- Nr. 14 Arie „Der Hölle Rache kocht in meinem Herzen“ (Königin der Nacht): Diese Arie ist eine der bekanntesten Opernarien überhaupt. Das Thema des Textes ist Rache, die Tonart d-Moll verstärkt dies. Auch in anderen Opern Mozarts, in denen die Rache besungen wird, benutzt der Komponist die Tonart d-Moll. Es treten auch hier die charakteristischen Koloraturen auf. Ein häufiger Forte-piano-Wechsel durchzieht fast die ganze Arie, was den Effekt Hektik und Raserei verstärkt. Eingesetzt wird auch der Neapolitanische Sextakkord, welcher bei den Textstellen „Tod und Verzweiflung (zertrümmert) alle Bande der Natur“ und „hört, Rachegötter“ auftritt.
- Nr. 15 Arie „In diesen heil’gen Hallen“ (Sarastro): Die für Mozart ungewöhnliche Tonart E-Dur steht hier als lichtes Gegenteil zum düsteren d-Moll der vorherigen Arie, welche auch das Gegenteil der Aussage dieser Arie ausspricht. Wie in der Arie „O Isis und Osiris“ (Nr. 10) dominieren hier Ruhe und Frieden; das Tempo ist Larghetto, die Dynamik größtenteils Piano.
- Nr. 16 Terzett „Seid uns zum zweiten Mal willkommen“ (Die drei Knaben): Diese Nummer steht in der lichten Tonart A-Dur. Die erste Violine spielt immer wieder ein einfaches Zwei-Noten-Motiv, was der Musik Leichtigkeit verleiht.
- Nr. 17 Arie „Ach, ich fühl’s, es ist verschwunden“ (Pamina): Die Arie steht in der Tonart g-Moll, welche als Tonart der Trauer schon in der Arie der Königin der Nacht „zum Leiden bin ich auserkoren“ (Nr. 4) auftritt. Viele Seufzer und chromatische Eintrübungen dominieren die Arie. Auch bestimmte Intervalle, vor allem der Tritonus und die kleine Septime, treten in fallender Form oft auf; sie sind in der klassischen Musik das Zeichen des Leidens.
- Nr. 18 Chor der Priester „O Isis und Osiris, welche Wonne“: Die Tonart dieses Chores ist D-Dur. Als besondere musikalische Gestaltung des Textes gilt die Stelle „Die düs’tre Nacht verscheucht der Glanz der Sonne“. Zunächst trübt sich das Geschehen im piano nach g-Moll, sodass der Text „verscheucht der Glanz der Sonne“ im Forte und in A-Dur, der Dominante von D-Dur, umso prachtvoller wirkt.
- Nr. 19 Terzett (Tamino, Pamina, Sarastro): Die beiden Geliebten verabschieden sich. Wie das Quintett Nr. 3 oder das Terzett Nr. 6 ist das Terzett Nr. 19 eher ein Dialog zwischen den Personen.
- Nr. 20 Arie „Ein Mädchen oder Weibchen“ (Papageno): Diese Arie enthält auch den volksliedhaften Ton der Nr. 2, allerdings in F-Dur. Eine Besonderheit ist der Tempo- und Taktwechsel: Im ersten Abschnitt, dem Refrain, ist als Taktart 2/4 und als Tempo Andante angegeben, es folgen die Allegro-Strophen im 6/8-Takt. Während im Refrain betont wird, was er sich wünscht („ein Mädchen oder Weibchen wünscht Papageno sich“), wird in den drei Strophen seine Vorstellung vom Leben mit einem Weib, sein Leid, kein Weib zu haben, und die Vorstellung davon, wie sein Leid geheilt wird, besungen. Auch das Glockenspiel wird eingesetzt; es wird von Strophe zu Strophe variiert. Zur letzten Strophe treten die Bläser dazu.
- Nr. 21 Finale: Das Finale beginnt mit einem Marsch in Es-Dur, der von den drei Knaben gesungen wird. Es folgt ein c-Moll-Abschnitt von Pamina, die sich im Wahnsinn ermorden will. Die drei Knaben hindern sie daran, wobei sich das Tempo erhöht und das vorherige Es-Dur wiederhergestellt wird. Nun folgt ein Kulissenwechsel. Tamino steht vor den Schreckenspforten, eine düstere, geheimnisvolle c-Moll-Fuge begleitet den Choral der beiden geharnischten Männer. Es ertönt Paminas Stimme, es folgt ein Wechsel von langsam nach schnell und von Moll nach Dur. In F-Dur folgt das Duett der beiden Liebenden. Anschließend wandeln sie durch die Schreckenspforten, was durch einen Marsch in C-Dur begleitet wird. Hierbei spielt Tamino auf seiner Flöte ein deutliches Solo. Nach dem Durchlaufen der Schreckenspforten wird die Zauberflöte jedes Mal in reinem C-Dur besungen. Es folgt ein Chor, der laut „Triumph“ singt, ebenfalls in C-Dur. Nach einem Kulissenwechsel sieht man wieder Papageno, der verzweifelt nach Papagena, seiner Geliebten, ruft. Die Tonart G-Dur wendet sich bald nach g-Moll, Papageno will sich erhängen, doch die drei Knaben halten ihn auf, in der Tonart C-Dur. Wieder in G-Dur folgt nun das Duett „Pa-pa-pa“. Nach abermaligem Kulissenwechsel versuchen Monostatos, die Königin der Nacht und ihre drei Damen in den Sonnentempel einzudringen. In düsterem c-Moll malen sich die Königin, die Damen und Monostatos aus, wie sie die Priester überfallen, und huldigen sie bereits als ihre Herrscherin. Der geheimnisvolle Effekt dieser Stelle entsteht sowohl durch die vielen Unisoni im piano als auch durch die häufige Wiederkehr der Harmonien I – VI – IV – V – I – V, welche an eine Passacaglia erinnert. Plötzlich ertönt ein mächtiger verminderter Septakkord im fortissimo und von allen Instrumenten gespielt. Diese Höllenfahrt lässt sich mit der vorletzten Szene in der Oper Don Giovanni vergleichen. Der Ambitus der Zeilen „Zerschmettert, zernichtet ist unsere Macht, wir alle gestürzet in ewige Nacht“ erstreckt sich das erste Mal über mehr als eine Oktave, das zweite Mal sogar über fast zwei Oktaven – die musikalische Ausmalung des Sturzes in die Tiefe. Es folgt nun ein kurzes Rezitativ Sarastros, in welchem er den Sturz erklärt. Dann folgt der Schlusschor in Es-Dur. Der Text lautet: „Es siegte die Stärke und krönet zum Lohn die Schönheit in Weisheit mit ewiger Kron’.“[66][67]

### Charakter der Musik

#### Tonartencharaktere
In der Zauberflöte wird bestimmten Tonarten eine feste Bedeutung zugesprochen.
| Tonart | Bedeutung               | Beispiele aus der Oper |
| ------ | ----------------------- | --- |
| C-Dur  | Tugend und Weisheit     | Finale 1. Aufzug, davon: „Zum Ziele führt dich diese Bahn“ (Die drei Knaben) Schlusschor Finale 2. Aufzug, davon: Der Gang durch die Schreckenspforten Triumphchor                                                                         |
| c-Moll | Tod                     | Introduktion (Tamino) Finale 2. Aufzug, davon: „Du also bist mein Bräutigam?“ (Pamina) „Der, welcher wandert diese Straße“ (zwei geharnischte Männer) „Nur Stille, Stille, Stille, Stille“ (Monostatos, die drei Damen, Königin der Nacht) |
| G-Dur  | Unbekümmertheit, Freude | „Der Vogelfänger bin ich ja“ (Papageno) Finale 1. Aufzug, davon: „Das klinget so herrlich“ (Chor der Sklaven) „Pa-pa-pa“ (Papageno, Papagena)                                                                                              |
| g-Moll | Trauer                  | „Zum Leiden bin ich auserkoren“ (Königin der Nacht) „Ach, ich fühl’s, es ist verschwunden“ (Pamina) Finale 2. Aufzug, davon: „Papagena, Papagena, Papagena!“ (Papageno)                                                                    |
| Es-Dur | Liebe                   | „Dies Bildnis ist bezaubernd schön“ (Tamino) „Bei Männern, welche Liebe fühlen“ (Pamina, Papageno) |
| Es-Dur | Tugend                  | Ouvertüre Finale 2. Aufzug, davon: „Bald prangt, den Morgen zu verkünden“ (Die drei Knaben) Schlusschor |
| d-Moll | Rache                   | „Der Hölle Rache kocht in meinem Herzen“ (Königin der Nacht) |

#### Personencharaktere
Auch jede Person bzw. Personengruppe besitzt ihren eigenen musikalischen Charakter.
| Person bzw. Personengruppe  | musikalische Merkmale                      | Beispiele aus der Oper |
| --------------------------- | ------------------------------------------ | --- |
| Tamino, Pamina              | sehr deutliche Gefühlssprache              | Schwärmerisches Auf und Ab in „Dies Bildnis ist bezaubernd schön“ (Tamino) Fallende Tritoni und Septimen als Zeichen der Trauer in „Ach, ich fühl’s, es ist verschwunden“ (Pamina) |
| Papageno, Papagena          | volksliedhafter Ton                        | einfache Harmonien und leicht einprägsame Melodik in „Der Vogelfänger bin ich ja“ (Papageno)                                                                                       |
| Sarastro und seine Priester | Ruhe und Abgeklärtheit                     | Tiefe Besetzung und konstante Dynamik in „O Isis und Osiris“ (Sarastro) |
| Die Königin der Nacht       | virtuose und feurige Passagen              | Koloraturen in „Der Hölle Rache kocht in meinem Herzen“ |
| Die drei Knaben             | Choralartige Melodien und Harmonien        | „Zum Ziele führt dich diese Bahn“ |
| Die drei Damen              | Wechsel zwischen Homophonie und Polyphonie | Imitierende Einsätze in der Introduktion choralartige Anbetung der Königin der Nacht im Finale des 2. Aufzuges                                                                     |
| Monostatos                  | syllabische Textvertonung                  | „Nun stolzer Jüngling, nur hierher“ |

## Wirkungsgeschichte

### Die Reaktionen auf die Uraufführung

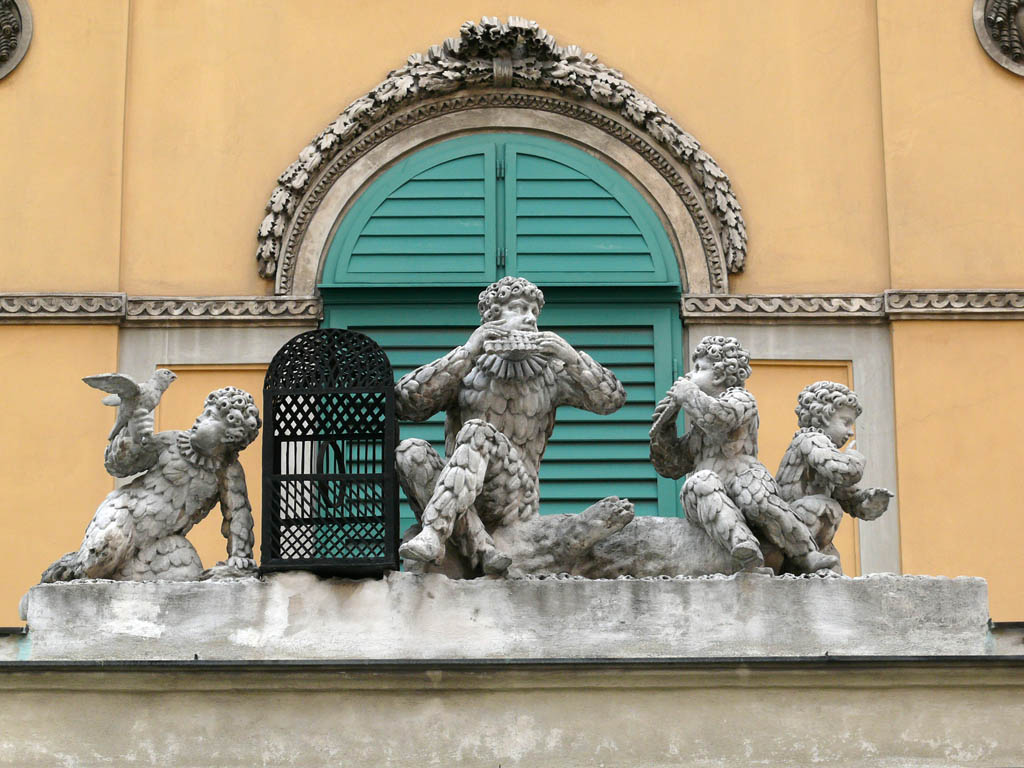
Jacob Schroth: Papagenogruppe am Theater an der Wien (1801)

Es gehört zu den Legenden rund um die Zauberflöte, dass die Oper gleich ein Erfolg war. Eine Stütze findet diese Legende in dem Brief Mozarts vom 7. Oktober: Die Oper „war voll wie allzeit. Das Duetto ‚Mann und Weib‘ und das Glöckchenspiel im ersten Ackt wurde wie gewöhnlich wiederhollet – auch im 2ten Ackt das knaben Terzett – was mich aber am meisten freuet, ist, der stille beifall!“ Allein im Oktober 1791 wurde die Oper in Wien noch zwanzigmal gespielt. Im November 1792 behauptete Schikaneder, die Zauberflöte bereits das 100. Mal auf die Bühne zu bringen. Belegt sind bis dahin jedoch nur 83 Aufführungen. In dem Wiener Vorstadttheater wurde die Inszenierung bis zum 6. Mai 1801 insgesamt 223 Mal zur Aufführung gebracht.
Gleichwohl stieß das Werk beim Publikum zunächst keineswegs auf ungeteilte Zustimmung. Die Oper unterschied sich von den üblichen Vertretern der Wiener Kasperl- und Zauberoper durch das humanistische Gedankengut, das durch Sarastro und seinen Priesterrat vertreten wird. Die Priesterszenen mit ihrer Ernsthaftigkeit, welche die Mitgliedschaft des Komponisten in einer Freimaurerloge erkennen lässt, während die Inszenierungsfülle des klassischen Wiener Zaubertheaters fehlte, wurden anfangs nur zögerlich vom Publikum gewürdigt. In einem seiner Briefe an seine Ehefrau berichtet Mozart gar von einem Zuschauer, der bei allen feierlichen Szenen lachte.
Zum Teil wurde dafür auch Schikaneders Textbuch verantwortlich gemacht. So erschien im Dezember 1791 in der Berliner Zeitung Musikalisches Wochenblatt ein Korrespondentenbericht aus Wien, der vom 9. Oktober 1791 stammte und in dem es hieß:

„Die Zauberflöte, mit Musik von unserm Kapellmeister Mozard, die mit grossen Kosten und vieler Pracht in den Dekorationen gegeben wird, findet den gehoften, Beifall nicht, weil der Inhalt und die Sprache des Stücks gar zu schlecht sind.“

### 18. und 19. Jahrhundert
Bereits am 21. September 1792 wurde die Oper das erste Mal in Prag aufgeführt und 1793 an diversen Bühnen in Augsburg, Regensburg, Leipzig, Passau, Pest, Graz, München, Warschau, Dresden, Frankfurt am Main, Linz und Hamburg. Besonders erfolgreich waren die Aufführungen 1794 am Nationaltheater Mannheim sowie Goethes Inszenierung am Weimarer Hoftheater am 16. Januar 1794. Beachtlich ist die fürstliche Laienaufführung in der „tiefsten Provinz“, bereits fünf Jahre nach der Uraufführung, im hohenlohischen Bartenstein. 1797 gelangte das Stück erstmals nach Sankt Petersburg. Sehr früh begann auch die Praxis, das Libretto der Oper in die Landessprache zu übersetzen. Ausnahmen sind Inszenierungen in Prag (1794) und London (1811), bei denen man die Oper in italienischer Sprache brachte.
Die Pariser Oper zeigte 1801 eine stark veränderte Version unter dem Titel Les Mystères d’Isis („Die Mysterien der Isis“). Es handelte sich in Wirklichkeit um ein Pasticcio, zu welchem Étienne Morel de Chédeville eine neue Handlung erfand, die in Ägypten spielte; die Charaktere wurden umbenannt (die Königin der Nacht hieß nun Myrrène, Tamino Isménor, Papageno Bochori usw.), und Mozarts Musik wurde von Ludovit Václav Lachnit arrangiert, der auch Ausschnitte aus Don Giovanni, La clemenza di Tito und Le nozze di Figaro einfügte und vor allem Rezitative komponierte, weil gesprochene Dialoge nicht den Gepflogenheiten der Opéra entsprachen. Diese Produktion erlebte fast 130 Aufführungen bis 1827 und geriet danach in Vergessenheit. Eine (französische) Originalfassung der Zauberflöte unter dem Titel La flute enchantée wurde in Paris erst 1865 am Théâtre lyrique du Châtelet gespielt.
1814 wurde die bisher nur handschriftlich verbreitete Partitur erstmals gedruckt.

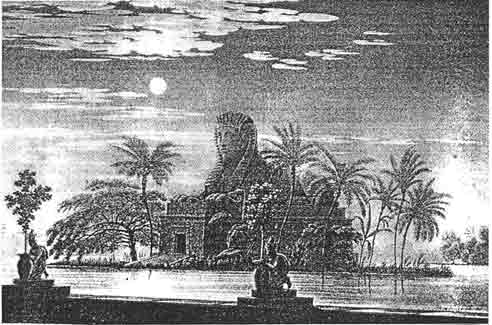
Karl Friedrich Schinkel: Entwurfszeichnung zum Bühnenbild „Die Zauberflöte“, Schinkel-Museum, Berlin

1816 wurde die Zauberflöte zum ersten Mal in Berlin aufgeführt. Karl Friedrich Schinkel schuf dafür zwölf fantastische Bühnenbilder orientalisierender Landschaften, Tempelanlagen, düsterer Gewölbe und Sternenglanz beim Auftritt der Königin der Nacht mit Sternenkuppel und schmaler Mondsichel.
Beethoven, Hegel, Herder und Goethe gehörten zu den Bewunderern der Zauberflöte. Von Goethe gibt es eine Fortsetzung der Oper, die aber Fragment blieb, und Dekorationsentwürfe. Schikaneder selbst schrieb einen zweiten Teil unter dem Titel Das Labyrinth oder der Kampf mit den Elementen, der von Peter von Winter vertont wurde. Bereits 1807 wurde mit der Aufführung von Die Zaubertrommel, einer umgearbeiteten und umbenannten älteren Oper von Musikern aus dem Kreis Mozarts (Libretto gleichfalls von Schikaneder), in Wien versucht, an den sich inzwischen entfaltenden internationalen Erfolg der Zauberflöte anzuknüpfen, jedoch ohne Erfolg.

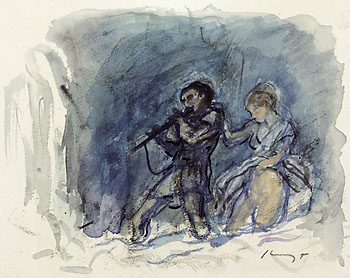
Tamino und Pamina, Darstellung von Max Slevogt von 1920

### 20. Jahrhundert
Bis heute zählt Die Zauberflöte zu den weltweit meistgespielten Mozart-Opern. Allerdings wurde sie im nichtdeutschsprachigen Raum bis in die 1980er Jahre zumeist in übersetzten Sprachfassungen gezeigt (ähnlich bei der Entführung aus dem Serail). Auch in Miloš Formans Amadeus werden die Stellen aus der Zauberflöte nicht in deutscher, sondern in englischer Sprache gesungen, wohingegen die Szenen aus Le nozze di Figaro in Italienisch gehalten sind.

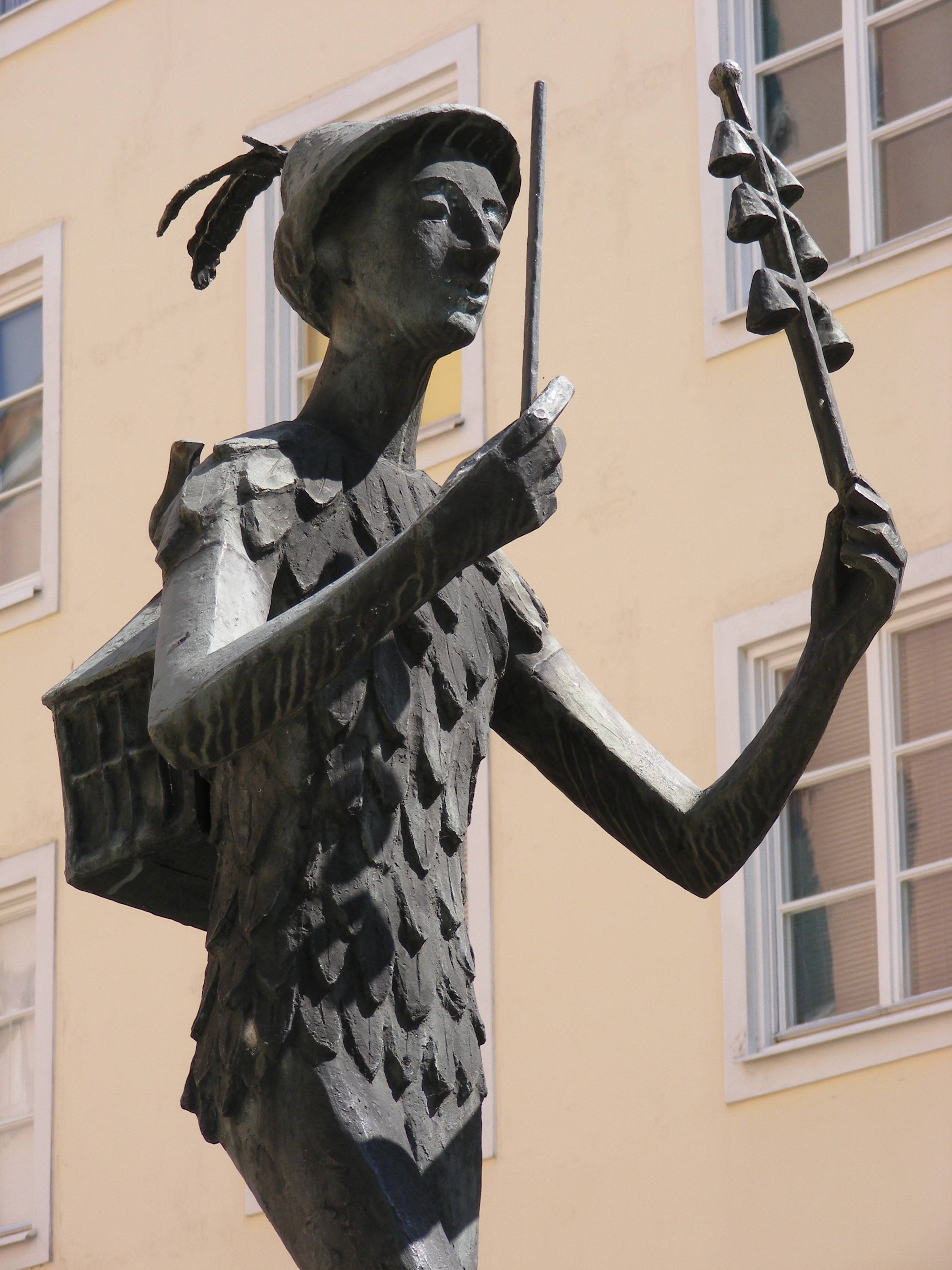
Brunnenfigur des Papageno am Papagenoplatz in Salzburg

Im Jahr 1974 produzierte der Film- und Theaterregisseur Ingmar Bergman eine vielbeachtete Filmadaption der Zauberflöte für das schwedische Fernsehen unter dem Titel Trollflöjten. Bergman verwendete eine schwedische Textfassung, gruppierte einige Szenen des 2. Aktes um, ließ seine Zauberflöte im Studionachbau des Barocktheaters von Schloss Drottningholm spielen und zeigte in Zwischenschnitten das Äußere des Theaters sowie das Geschehen hinter der Bühne. Während der Ouvertüre zeigt Bergman immer wieder die Gesichter eines aufmerksam lauschenden Publikums. Im September 1976, einige Tage nach der Verleihung des Goethepreises der Stadt Frankfurt an den großen schwedischen Regisseur, kam der Film in die deutschen Kinos. Bergman hatte mit einem Ensemble auffallend junger Sänger gearbeitet. Die musikalische Leitung lag bei Eric Ericson, der, orientiert an den Erkenntnissen der Originalklangbewegung, einen durchsichtigen Mozart-Klang erzeugte, der sich im Gegensatz zum damals noch vielfach üblichen üppigen Mozart-Stil bewegte. Bemerkenswert: Die Todfeindschaft zwischen Sarastro und der Königin der Nacht sieht Bergman unter dem Aspekt einer gescheiterten Ehe.
Der am 19. November 1990 entdeckte Hauptgürtelasteroid (14877) Zauberflöte wurde 1991 angesichts des 200. Jubiläums nach der Oper benannt.

### 21. Jahrhundert
Am 1. März 2007 inszenierte Martin Kušej im Opernhaus Zürich die Zauberflöte als moderne Version neu, mit Jonas Kaufmann als Tamino, Julia Kleiter als Pamina, Ruben Drole als Papageno, Elena Moșuc als Königin der Nacht und Matti Salminen als Sarastro. Die Aufführung unter der musikalischen Leitung von Nikolaus Harnoncourt wurde live auf den Sendern SF 1 und 3sat übertragen. Parallel dazu konnte man auf SF zwei und im ZDFtheaterkanal das Geschehen hinter der Bühne verfolgen. Außerdem konnte sowohl die Aufführung als auch die Backstageübertragung im Internet verfolgt werden.
Am 26. April 2008 wurde die „Zauberflöte in der U-Bahn“ in Berlin im U-Bahnhof Bundestag der zu diesem Zeitpunkt noch nicht in Betrieb genommenen U-Bahn-Linie U55 in völlig neuartiger Inszenierung uraufgeführt und insbesondere der Buffo-Charakter Papageno, der einen komischen Kontrast zum Prinzen Tamino bildete, in die Moderne transportiert. Die neu für diese Inszenierung geschriebenen Texte stammten von dem Berliner Regisseur Christoph Hagel, der auch die Regie und die musikalische Leitung innehatte.
Bei der Neuinszenierung der Oper bei den Salzburger Festspielen 2012 wurde der „böse Mohr“ wie in Mozarts Autograph erstmals wieder Manostatos (sonst: Monostatos) genannt. Manostatos lautet die von Mozart selbst immer selbst verwendete Schreibweise; mit diesem sprechenden Namen wird Manostatos als Eunuch dargestellt (griechisch μανός manos = dünn, schlaff).